# BLEACH
『BLEACH』（ブリーチ）は、久保帯人による日本の漫画。『赤マルジャンプ』（集英社）2001 WINTERに読み切り版が掲載されたのち、『週刊少年ジャンプ』（集英社）において、2001年36・37合併号から2016年38号まで連載された。悪霊と戦う死神となった高校生・黒崎一護と仲間たちの活躍を描く剣戟バトルアクション作品。
2005年に第50回小学館漫画賞少年向け部門を受賞。2022年7月時点で全世界シリーズ累計発行部数は1億3000万部を突破している。
2000年代の『週刊少年ジャンプ』を代表する看板作品の一つとされ、小説化、テレビアニメ化、劇場アニメ化、トレーディングカードゲーム化、コンピュータゲーム化、ミュージカル化、実写映画化など、多岐にわたるメディア展開が行われた。また、連載中には『Vジャンプ』（集英社）において、2005年1月号から2007年9月号まで番外編カラー漫画『カラブリ！』が連載された。
連載終了後、『週刊少年ジャンプ』2021年36・37合併号には新たなエピソードを描いた読み切り作品「BLEACH 獄頤鳴鳴篇」（ブリーチ ごくいめいめいへん）が掲載された。さらに、2020年に始動した「BLEACH20周年プロジェクト」の一環として原画展が開催されたほか、最終章の「千年血戦篇」がテレビアニメ化された。

## あらすじ

### 死神代行篇
第1巻 - 第8巻
霊感が強い高校生・黒崎一護は、悪霊退治に現れた死神・朽木ルキアと出会う。最初は死神の存在を信じなかったが、家族が虚に襲われたことでその存在を受け入れる。一護は家族を守るため虚に立ち向かうが、一護を庇ったルキアが重傷を負ってしまう。追い詰められたルキアは、自らの死神の力の一部を一護に分け与え、彼を死神化させる。死神となった一護は虚を退治し、家族を救う。
しかし、一護が想定以上に力を引き出したことで、ルキアは死神としての力をほとんど失ってしまう。そのため、彼女は自身に代わって死神としての任務を果たすよう求める。一護は家族を救ってもらった恩から死神代行を引き受けることになり、さまざまな騒動に巻き込まれていく。
ある日、同級生の石田雨竜が一護に勝負を挑み、大量の虚を空座町に呼び寄せる事態が発生する。その混乱の中、同じく同級生の茶渡泰虎（チャド）と井上織姫も自身に秘められた能力を発現させる。
やむを得ず一護に力を譲ったことは、死神の世界・尸魂界では重罪とされていた。ルキアは霊力を人間に譲渡した罪で、尸魂界から派遣された六番隊隊長・朽木白哉と副隊長・阿散井恋次に連行される。それを阻止しようとした一護は2人との戦いで重傷を負い、死神の力を失ってしまう。
一護はルキアを救うため、浦原喜助のもとで修行を積み、自身の内に眠っていた死神の力を取り戻す。その後、石田・織姫・チャドと共に、人語を話す黒猫・夜一の案内で尸魂界へ向かう。

### 尸魂界篇
第9巻 - 第21巻
一護たちは死神の拠点・瀞霊廷への潜入を試みるが、三番隊隊長・市丸ギンに阻まれて失敗する。だが、夜一の友人である花火師・志波空鶴の協力を受け、空鶴の弟・岩鷲と共に再び突入を図り、瀞霊廷への潜入を果たす。その際に一行は散り散りとなり、それぞれが護廷十三隊の死神たちとの戦いに臨む。一護はルキアの救出を望む四番隊隊員・山田花太郎の案内で、ルキアが囚われている懺罪宮を目指す途中、恋次や十一番隊隊長・更木剣八と交戦する。重傷を負いながらも懺罪宮に辿り着いた一護は白哉と交戦するが、四楓院夜一の介入で戦いは中断される。その後、一護は白哉との決戦に備え、斬魄刀の最終奥義である卍解の修得に挑む。
瀞霊廷では、五番隊隊長・藍染惣右介が殺害される事件が発生し、護廷十三隊内に動揺が広がる。そんな中、突如としてルキアの処刑期日が早まり、処刑に疑問を抱く死神たちの姿も見られるようになる。
処刑当日、一護は処刑場へ駆けつけ、ルキアの救出に成功する。卍解を修得した一護は再び白哉と対峙し、激闘の末に勝利を収める。
その直後、藍染が生存していたことが判明し、最高司法機関・中央四十六室の抹殺や藍染自身の謀略が明かされる。藍染は死神と虚の境界を取り払う物質・崩玉がルキアの魂魄に隠されていたことを突き止め、処刑によってそれを回収しようとしていた。崩玉を奪った藍染は、市丸と九番隊隊長・東仙要と共に虚の世界・虚圏へと去っていく。
騒動の終息によりルキアの処刑は取り消され、彼女は尸魂界に残ることを選ぶ。一護たちは現世へと帰還する。

### 破面篇
第21巻 - 第48巻
第21巻 - 第35巻
尸魂界での戦いを終え、現世に戻った一護の前に斬魄刀と仮面を持つ転校生・平子真子が現れる。平子は自らを仮面の軍勢と名乗り、一護を仲間に引き入れようとする。一方、藍染の配下である破面が空座町を襲撃し、一護は霊力を取り戻したルキアや先遣隊として派遣された死神たちと共に応戦するが、グリムジョーら強力な破面の前に苦戦を強いられる。藍染の目的が霊王のいる空間に通じる王鍵の創生であることが判明し、尸魂界は総力戦に備えて布陣を固める。
内なる虚の制御に苦悩する一護は、仮面の軍勢のもとで修行を重ね、虚化を会得する。だがその矢先、藍染の命を受けた破面によって織姫が連れ去られる。尸魂界の方針に反して織姫の救出を決意した一護は、石田・チャドと共に虚圏へと潜入する。途中で出会った破面の少女 ネル・トゥや、合流したルキア・恋次と共に藍染の居城・虚夜宮（ラス・ノーチェス）へ突入する。一護たちは救出のため散開し、それぞれ十刃落ち（プリバロン・エスパーダ）や十刃（エスパーダ）と交戦する。激戦の末、一行は追い詰められていくが、護廷十三隊の隊長たちが援軍として虚圏に現れ、戦況は大きく転じる。
やがて藍染は、織姫の拉致が現世と尸魂界の戦力をおびき寄せて分断するための策略だったことを明かす。現世と虚圏を繋ぐ黒腔（ガルガンタ）が閉じられたことで一護たちは虚圏に幽閉される。藍染は空座町への侵攻を開始し、一護たちに救出された織姫も再びウルキオラのもとに連れ戻される。

第36巻 - 第37巻（過去篇）
時は遡ること110年前。五番隊隊長の平子は副官の藍染を従え、後に仮面の軍勢と呼ばれる面々と共に、それぞれ隊長・副隊長として活動していた。十二番隊の前隊長が零番隊へ昇進したことに伴い、浦原が新たに隊長に任命される。副官の猿柿ひよ里は反発するが、浦原は技術開発局の設立に着手し、隊の再編に取り組んでいく。
101年前、流魂街で住人の消失事件が相次ぎ、調査に赴いた九番隊隊長・六車拳西と副官・久南白の霊圧が突如として消失する。事態を重く見た総隊長は、平子をはじめとする特務部隊を現地に派遣する。先行して到着していたひよ里と合流した隊長たちは、虚化した拳西らと交戦するが、自身も次々と虚化に巻き込まれていく。混乱の中、藍染が姿を現し、彼らを実験の対象としていたことが明かされる。
浦原と大鬼道長・握菱鉄裁が現場に駆けつけ、鉄裁の禁術により虚化した者たちは十二番隊に運ばれる。浦原は崩玉を用いて治療を試みるが、虚化を解除するには至らなかった。やがて浦原と鉄裁は中央四十六室に拘束され、大逆の罪を宣告される。虚化した者たちの処分も決定されるが、夜一により全員が救出される。
浦原は仮面の軍勢と共に現世へと身を潜め、虚化の解除方法を探ることを決意する。時は現代に戻り、彼らは藍染との戦いに向けて動き出す。

第37巻 - 第48巻
藍染は十刃らを率いて現世へ侵攻を開始するが、浦原の策により空座町はレプリカとすり替えられていた。護廷十三隊は全隊長格を配し、藍染らとの総力戦に臨む。一方、虚圏では一護が織姫の救出に向かい、完全虚化の姿でウルキオラとの死闘を制する。
空座町では仮面の軍勢が参戦し、護廷十三隊と共に破面と激戦を繰り広げる。だが藍染が戦線に現れると、護廷十三隊と仮面の軍勢はなす術なく打ち倒されていく。藍染は崩玉と融合し、一護の父・一心、浦原、夜一を退けて、市丸と共に尸魂界にある本物の空座町へと向かう。一心と共に後を追った一護は、断界で「最後の月牙天衝」の修得に挑む。
空座町に現れた藍染は、密かに復讐の機会を窺っていた市丸の攻撃を受けながらもさらなる進化を遂げる。そこへ修行を終えた一護が現れ、新たな力で藍染を圧倒する。死神の力を失う代償と引き換えに、一護は最後の月牙天衝を放ち、藍染は浦原の鬼道によって封印される。
その後、一護は全ての霊力を失い、ルキアとの別れを迎える。

### 死神代行消失篇
第49巻 - 第54巻
藍染との決戦を制して空座町を護った代償に、死神の力と生まれ持った霊力を失った一護。死闘から17ヵ月後、あらゆる霊なる物と断絶し、高校3年生として平穏な生活を送っていた一護の前に、代行証を持った謎の男・銀城空吾が現れる。一心の素性を知る銀城に揺さぶりを掛けられた一護は、夏梨が浦原の元を訪ねていることを知る。更に石田が謎の敵の襲撃に遭い、自らの与り知らない所で何かが起きていることを悟った一護は、自身の無力さを痛感し、銀城率いる集団「XCUTION」の元へ足を運ぶ。そこで明らかになった銀城達の目的は、一護に死神の力を取り戻させることだった。

### 千年血戦篇
第55巻 - 第74巻
第55巻 - 第61巻
尸魂界で突然、大量の虚の完全消滅が次々と観測された場面から、物語が始まる。
死神代行として現世で再度活動していた一護達だが、尸魂界から新たな2名の死神が現世に派遣されてきて間もなく、雨竜と同じような攻撃を行う破面と思しき人物の襲撃を受ける。それを皮切りに、尸魂界では「見えざる帝国（ヴァンデンライヒ）」という名の組織からの襲撃を受け、一番隊副隊長の雀部長次郎忠息を始めとする多数の死神が殺害され、宣戦布告を受ける。一方、一護は突如現世に来訪してきたネル達から、虚圏でも「見えざる帝国」の襲撃を受け、藍染達亡き後実質的に虚圏を統括していた第3十刃のティア・ハリベルが囚われの身となり、虚圏が帝国の占領下に置かれたことを知らされる。
尸魂界では様々な状況や調査の結果から、「見えざる帝国」とは滅んだはずの「滅却師」の集団である事が突き止められ、ネル達と共に虚圏に再度来訪した一護達も対峙した敵から、その事実を聞かされるのだった。そして、「見えざる帝国」による尸魂界への侵攻が始まる。護廷十三隊による必死の防戦や、一護の加勢で辛くも撤退させるが、尸魂界が受けた被害は甚大であり、特に護廷十三隊は山本元柳斎重國総隊長をはじめとする多くの死神が戦死するなど、凄絶な一戦となった。
戦後、護廷十三隊を立て直すべく王属特務・通称「零番隊」が現れるが、彼らの導きにより一護は自身のルーツについて知ることになる。

#### 千年血戦篇・訣別譚
第61巻 - 第74巻
突如、瀞霊廷を黒い影が侵食し、見たこともない場所へと姿を変える。それは「見えざる帝国」による、尸魂界侵攻だった。再び交戦状態に入る両陣営。先の戦いで卍解を奪われた隊長たちも技巧を凝らして応戦するものの、星十字騎士団の圧倒的な実力に倒れていく。しかし、浦原の作った侵影薬で卍解を取り戻し、一進一退の戦いが続く。霊王宮で修業を終えた一護たちも参戦するが、ユーハバッハは一護が瀞霊廷に降下する際にできた抜け道を通って、霊王宮に侵攻を開始する。後を追う一護たち、そして零番隊も霊王宮にてユーハバッハを迎え撃つのだった。

## 登場人物
黒崎一護（）
本作の主人公。オレンジ色の地毛を持つ高校生で、幼いころからユウレイが見える。朽木ルキアから死神の力を譲り受け、死神代行となる。
朽木ルキア（）
護廷十三隊十三番隊に所属する死神。任務中に一護と出会い、一護と彼の家族を助けるために死神の力を与える。流魂街の出身で、貴族・朽木家の養子。
井上織姫（）
本作のヒロイン。一護のクラスメイトで、死神となった一護の霊力に触発され、「事象を拒絶する能力」に目覚める。一護に好意を抱いている。
石田雨竜（）
一護のクラスメイトで、対虚退魔眷属・滅却師の生き残り。死神に複雑な感情を抱くが、一護とは衝突を経て共に戦う仲間となる。手先が器用で裁縫が得意。
茶渡泰虎（）
一護のクラスメイトで、中学時代からの親友。大柄で頑丈な体を持つ。死神となった一護の霊力に触発され、両腕に霊的な能力を宿すようになる。愛称は「チャド」。
阿散井恋次（）
護廷十三隊六番隊副隊長。ルキアの幼なじみであり、隊長の白哉を超えることを目標としている。一護とは敵対を経て共闘するようになる。

## 用語

### 基本用語
魂魄（こんぱく）
作中における霊魂の呼称。人間に限らず、すべての生物は肉体に魂魄を宿している。魂魄は霊体であり、自身の肉体とは「因果の鎖」で繋がれている。霊感のない者には視認できない。また、生存中は魂魄と肉体が密接に関係しており、魂魄が傷を負った状態で肉体に戻ると肉体にも同様の傷が現われる。
本作では、霊的存在を構成する主要物質を霊子、現世の物質を構成する主要物質を器子と呼ぶ。生物が死ぬと肉体は朽ち、魂魄は最終的に尸魂界か地獄へと行き着く。魂魄が死ぬとその身体は崩れ、霊子へと還元される。
整（プラス）
虚（ホロウ）に堕ちていない通常の霊魂。基本的には無害だが、何かに強い未練がある場合はその対象に因果の鎖を絡めとられ、憑き霊や地縛霊となる。
半虚（デミ・ホロウ）
虚へと堕ちかけている整（プラス）。胸の孔はまだ完全に空いておらず、仮面もないが、無理に孔を空けると虚化が進行してしまう。
魄動（はくどう）
魂魄が発する霊力の波紋。これを察知することで、その存在や生死を判断できる。
因果の鎖（いんがのくさり）
生きている間、魂魄と肉体を常に繋いでいる鎖。幽体離脱のように魂魄が一時的に肉体から抜けても、鎖の長さの範囲内でしか移動できない。鎖が切れると魂魄は肉体に戻れず死亡し、そのまま放置すると切断部から侵食が進み、最終的に虚化してしまう。鎖を引き抜いたり、孔を拡げたりすると虚化は加速する。この状態から霊力を引き出して死神になるという危険な手段もある。ただし、この方法は死神の力を潜在的に持つ魂魄に限られ、一般の人間には適用されない。
霊力（れいりょく）
魂魄が持つ霊的な力。霊力が高いほど霊体は俊敏になり、肉体を大きく超える運動能力を発揮できる。霊力の強さが戦闘能力に直結することが多く、斬魄刀の能力も持ち主である死神の霊力に比例する。そのため、隊長格の斬魄刀は他の死神を凌ぐ威力を持つ。
霊圧（れいあつ）
霊体が発する霊的な圧力。霊力が高い者ほど強い霊圧を放つが、霊体の状態により強さは常に変動する。霊力が一定以下の霊体からは霊圧は発せられない。
霊圧は単なる威圧感ではなく、実質的な圧力として作用し、一点に集中させることで破壊力を生む。発する側と受ける側に霊圧の差があると、最初はプレッシャーや威圧感として現れ、差が大きくなるほど息苦しさなどの体調不良を引き起こす（いわゆる「あてられる」状態）。
差があまりにも巨大な場合、受ける側は霊圧を感知できなくなり、まるで霊圧が存在しないかのように錯覚する。霊圧の極端な差がある存在が近づけば、一般人など霊力を持たない者は肉体・魂魄ともに維持できずに消滅する。
貴族の間では、かつて「霊威」と呼ばれる尺度が用いられており、霊子に含まれる霊圧の濃度を示すとされている。表記は「◯等霊威」（◯は漢数字）で、数字が小さいほど霊圧が強い。一般隊士は二十等、副隊長は五等から四等、隊長は三等以上に相当する。三等霊威以上の死神は霊子の濃度が高すぎて尸魂界に還元できず、死後に地獄へ堕とされる。

### 死神
本作における死神は、死覇装（しはくしょう）と呼ばれる黒い着物をまとい、斬魄刀（ざんぱくとう）を帯刀している。霊界にあたる尸魂界（ソウル・ソサエティ）に存在する組織・護廷十三隊に所属し、迷える霊魂である整（プラス）を尸魂界へ送り届けるほか、虚（ホロウ）と呼ばれる悪霊から現世を護る役割を担う。尸魂界と現世にある魂魄の量を均等に保つ「調整者」としての機能も併せ持つ。
死神は人間の寿命を遥かに超える時間を生きており、通常は現世の人間5万人に1人の割合で配属されるが、必要に応じて増員されることもある。相当に霊感のある者でなければその姿を視認することはできない。基本的に真央霊術院を卒業して死神となるが、ごくまれに死神から能力を譲渡された人間が死神になる例もある。
入隊後には人事異動や他隊への移籍が行われることがあり、やむを得ない事情で職を離れる場合は休隊、復帰の見込みがない場合は除籍となる。「護廷十三隊は高尚な組織」との中央四十六室の建前により、隊士の意思による脱退は制度上できないことになっているが、実際には隔離が必要と判断された死神を蛆虫の巣に収監し、これを脱退扱いとする措置がとられている。
戦闘技術としては、斬魄刀を用いた斬術を中心に、白打（素手の体術）、歩法（移動術）、鬼道（呪術）を組み合わせた「斬拳走鬼」の4体系がある。各戦術の詳細はそれぞれの項目を参照。
斬魄刀（ざんぱくとう）
死神が持つ特殊な刀。虚を斬ることで虚となってからの罪を濯ぎ、元の人間の魂へと戻して尸魂界に送ることができる。整に対しては、魂葬によって尸魂界へと送り届ける役割も担う。
斬魄刀は所持者自身の魂をもとに形作られるため、その形状や能力は一つひとつ異なる。通常は所持者自身によって力を封印されており、日本刀の形状で扱われる。能力の解放は解号（特定のキーワード）と斬魄刀の名を唱えることで行われる。所持者の精神世界内には本体と呼ばれる意思を持った魂が宿っている。
読者の関心も高く、斬魄刀人気投票が実施されたこともある。
始解（しかい）
斬魄刀の能力解放の第1段階。本体との対話と同調によって会得される。解放とともに形状が変化し、固有の特殊能力が付加される。能力や形状は斬魄刀ごとに異なり、斬魄刀戦術の基盤となっている。
始解を習得するには、斬魄刀の本体を認識し、その名を知る必要がある。死神の精神世界に存在する本体と対話し、同調を深めることで死神自身の霊力が大きく向上することもある。
卍解（ばんかい）
斬魄刀の能力解放の2段階目であり、斬魄刀戦術の最終奥義にあたる。本体の具象化と屈服が必要条件であり、才能のある者であっても習得には10年以上の鍛錬が必要とされる。
卍解では斬魄刀の形状が大きく変化し、始解の能力をさらに強化した新たな能力が付加されることが多い。戦闘能力は始解の5倍から10倍とされ、卍解を習得した死神は例外なく尸魂界の歴史にその名を刻まれる。
具象化とは、精神世界内ではなく斬魄刀の本体を死神のいる世界に呼び出すこと。そのうえで本体を打ち倒す（屈服させる）ことにより、初めて卍解を修得できる。
卍解は強力な反面、解放した霊力に比例して刀自体も巨大になる傾向があり（例外として一護の「天鎖斬月」などがある）、完全な制御にはさらなる鍛錬が必要となる。
卍解が破損した場合、元の性能を完全に修復する技術は存在せず、修復のたびに性能が劣化する。例外として、狛村左陣の「黒縄天譴明王」は使用者と強く結びついており、所有者の回復とともに卍解も再生する。また、涅マユリの「金色疋殺地蔵」は改造によって自爆後も再生が可能となっている。
浅打（あさうち）
下級の死神に貸与・授与される無銘の斬魄刀。真央霊術院の院生には在学中に貸与され、入隊と同時に正式に授与される。
すべての銘付きの斬魄刀は、この浅打を基に創られる。使用者がこの刀と寝食を共にし、修練を重ねることで魂の精髄が刀に写し取られ、個々の斬魄刀が形成される。
浅打は零番隊・二枚屋王悦によって創られており、彼はその性質から「何にでもなれる最強の斬魄刀」と称している。尸魂界の開闢以降、この刀を経ずに斬魄刀を目覚めさせた例は一護を除き存在しない。
白打（はくだ）
素手による体術で、斬魄刀を用いない近接戦闘に対応する。
白打の応用技として、圧縮した鬼道を身体に纏って戦う瞬閧（しゅんこう）があり、白打と鬼道を組み合わせた技術とされる。夜一、砕蜂、四楓院夕四郎がこの技を会得している。
歩法（ほほう）
高速移動を主とする体術。攻撃手段ではなく、ほかの戦術と組み合わせることで戦闘を有利に進める補助技術に位置づけられている。
鍛錬を重ねることで「瞬歩」と呼ばれる目にも映らぬ高速移動が可能となる。白哉はこれに回転を加え、閃花という技へと発展させた。特に夜一は歩法の達人であり、「瞬神」の異名を持つ。
鬼道（きどう）
呪術的な霊術。詠唱によって術を発動させる。
攻撃用途の「破道」と、捕縛・防御・伝令などその他の目的で使われる「縛道」に大別され、それぞれに一番から九十九番までの番号が割り振られている。概して番号が大きいほど威力や効果は強力になる。
このほか、詳細は不明であるが「裏破道」と呼ばれる術も存在する。回復や治療に用いられる「回道」は四番隊が得意としている。
鬼道は基本的に訓練を積むことで使用可能となる術であり、正規の訓練を受けていない一護や更木剣八のように使えない死神もいる。
通常、術の発動には詠唱が必要であるが、これを省略して放つ「詠唱破棄」も可能。ただし、威力は本来より劣る。また、2種類の詠唱を並行し、術を連続で発動する「二重詠唱」や、術を放った後に詠唱することで威力を補う「後述詠唱」といった技術も登場する。
魂葬（こんそう）
死者の魂を尸魂界へと送ること。いわゆる成仏に相当する。斬魄刀の柄尻を霊の額に当て、判を押すことで魂を尸魂界へと導く。
義骸（ぎがい）
霊力を失って弱体化した死神が回復するまでの間、人間に成りすますために用いる仮の肉体。高濃度の霊子で構成されており、外見は使用者と同一である。霊感のない人間にも姿が見えるなど人間の肉体に近い性質を持つ。
任務などで現世に長期滞在する際にも使用される。義骸から自然に放たれる霊力をもとに、尸魂界は死神の位置を感知している。
義骸から出ることは「義骸を脱ぐ」と表現される。
義魂丸（ぎこんがん）
丸薬の形をした特殊な道具で、肉体に入ったときのみ擬似人格を持つ魂魄として機能する。魂を肉体から強制的に抜き出す用途で使用される。
曳舟桐生が創り出した「仮の魂」と、それを肉体に取り込む技術「義魂」に基づいて開発された。
死神代行戦闘許可証（しにがみだいこうせんとうきょかしょう）
通称「代行証」。死神代行として正式に認められた者に与えられる手形。
肉体から魂を抜く際に用いられるほか、虚の接近を知らせる機能も備える。霊力のない人間には見えない視覚防壁が施されている。代行証は2つ存在し、ひとつは一護、もうひとつは初代死神代行の銀城空吾が所持している。
一護が死神の力を失った後はただの板と化していたが、「XCUTION」での修行以降は完現術（フルブリング）の媒介として使用されるようになる。
実際には監視・制御のための装置であり、死神代行の動向調査や霊圧の吸収・分析を目的としていた。計画の発案者は浮竹十四郎で、所持者には銀城を誘き出す餌としての役割も課されていた。
小説『Can’t Fear Your Own World』では、銀城に渡された代行証の監視機能は綱彌代時灘の発案であり、四十六室が浮竹に命じたことが明かされている。浮竹は当初反対したが、立場上従わざるを得ず、最終的に銀城を信じたうえで監視機能付きの代行証を渡した。
地獄蝶（じごくちょう）
死神に付き添う黒い揚羽蝶。現世と尸魂界を案内したり、伝令を伝える役割を持つ。
現世と尸魂界を移動する際には正規ルートを通るため、一人一匹ずつ付き添わせる必要がある。地獄蝶は死神のみが扱うことができ、普段は瀞霊廷で飼育されている。
限定解除（げんていかいじょ）
限定霊印で制御されている霊力を解放すること。
護廷十三隊の隊長・副隊長格など、霊力が極めて高い死神が現世に赴く際には、現世の環境に不要な影響を及ぼさないよう霊力を約2割に制限される。戦闘などで必要と判断された場合、尸魂界に限定解除申請を行い、許可が下りれば本来の霊力を解放することができる。

### 虚（ホロウ）
現世を荒らす悪霊。正体は死んだ人間の魂が何らかの理由で堕ちたもの。通常は虚圏（ウェコムンド）に生息しており、現世に姿を現すのは魂魄を襲うときに限られる。生前に残虐な行いをした者が虚となった場合、その魂は死神に倒された後、地獄へと送られる。

### 滅却師（クインシー）
虚の殲滅を目的とする霊力を持った人間の集団。大気中に偏在する霊子を自身の霊力で収束・操作する技術を基盤としており、内に秘めた霊力を源とする死神とは戦術の構造が異なる。虚と戦うためのさまざまな術を体得している（石田雨竜 § 使用武器・技も参照）。すべての滅却師は始祖ユーハバッハの血を引いており、虚への耐性を全く持たない。
かつては世界中に散在していたが、虚の滅却行為が現世と尸魂界の魂魄の均衡を乱し、世界の崩壊を招く恐れがあったため、尸魂界と対立し、200年前に死神によって殲滅された。生き残りはごくわずかとされ、当初は石田家（雨竜、竜弦、宗弦）のみが描かれていたが、千年血戦篇にて一護の母・真咲の実家である黒崎家の関係も明かされている。同篇では見えざる帝国（ヴァンデンライヒ）と呼ばれる滅却師の集団が尸魂界に対して侵攻を行った（ § 見えざる帝国（ヴァンデンライヒ）も参照）。
霊子兵装（れいしへいそう）
霊子を集束し、自身の霊力でコーティングして形成する兵装。基本的には弓の形状を成し、滅却師が虚と戦う際のスタンダードな武器となる。見えざる帝国では「神聖弓（ハイリッヒ・ボーゲン）」と呼ばれ、弓以外にもボウガン、拳銃、ライフルのような形状で用いる例もある。
神聖滅矢（ハイリッヒ・プファイル）
滅却師が放つ霊子を固めた矢の総称。霊子兵装から放たれる攻撃の基本形であり、矢さえ放てれば必ずしも弓の形を必要としない。見えざる帝国の滅却師はさまざまな装備から矢を放って戦う。
五角形の滅却十字（クインシー・クロス）
宗弦から竜弦に受け継がれた滅却師の正統後継者の証。
飛廉脚（ひれんきゃく）
足元に作った霊子の流れを利用して高速移動する歩法。死神の瞬歩や破面の響転（ソニード）に相当する。
乱装天傀（らんそうてんがい）
無数の糸状に縒り合せた霊子を身体の動かない部位に接続し、霊力で操り強制的に動かす最高戦闘霊術。霊力が続く限り術を維持できる。
滅却師最終形態（クインシー・レツトシュティール）
散霊手套を付けたまま七日七夜鍛錬した滅却師が、散霊手套を外した姿。極限まで高まった霊子集束能力を用いた強力な戦闘形態であるが、その代償として滅却師としての力を完全に失う。周囲の霊子のみならず尸魂界の構造物すら分解・吸収することが可能とされる。失った力を復活させるには、精神と肉体を極限まで削ったうえで、心臓の洞房結節右19ミリメートルに霊弓の一撃を受ける必要がある。
キルゲ・オピーはこの形態を、脆さゆえに200年前に概念自体が死滅した過去の遺物と述べている。
純血統滅却師（エヒト・クインシー）
純血の滅却師。滅却師社会では上位に位置づけられる。
混血統滅却師（ゲミシュト・クインシー）
人間と滅却師との混血。雨竜およびその母・片桐叶絵がこれに該当する。千年血戦篇の9年前、ユーハバッハによる聖別（アウスヴェーレン）の対象となり、滅却師の力を奪われた。
聖帝頌歌（カイザー・ゲザング）
滅却師に伝わる伝承。「封印されし王は900年を経て鼓動を取り戻し、90年を経て理知を取り戻し、9年を経て力を取り戻す」とされ、「9日間で世界を取り戻す」と続く。封印されし王の正体は、滅却師の始祖・ユーハバッハ。

### 仮面の軍勢（ヴァイザード）
虚の力を発症した死神たちによる集団。藍染の実験により虚化が引き起こされたことで誕生した。虚の仮面を被ることで虚特有の力（虚閃など）を使用できるほか、自身の能力を強化することができる。

### 破面（アランカル）
虚の仮面を外し、死神の能力を得た虚の一団。各個体にナンバーが与えられており、1番から10番（または0番から9番）までを十刃（エスパーダ）と呼ぶ。11番以降は誕生順とされる。

### 完現術（フルブリング）
物質に宿る魂を引き出し、自らの魂の力を加えることで使役する能力。物質を操ったり、自身の身体機能を補助したりすることで、本来以上の力を発揮できる。発動時には完現光（ブリンガーライト）と呼ばれる特殊な光が発生する。使い慣れた物であれば、対象の形状そのものを変化させ、武器化したうえで固有の特殊能力を発現させることもできる。銀城ら「XCUTION」のメンバーや月島秀九郎などがこの能力を持ち、「変化する右腕」を始めとしたチャドの能力も完現術に分類される。
完現術を有する人間は「完現術者（フルブリンガー）」と呼ばれる。完現術者は母親が妊娠中に虚の襲撃を受けた影響により、完現術の力を宿して生まれてくる。完現術を消失させるには、死神と人間の間に生まれた死神代行に能力を譲渡する方法がある。実際にこの手段で能力を失い、通常の人間に戻った者も存在する。
なお、完現術は霊王が持つ多くの力のうちの一つとされる。霊王の肉体の一部を魂魄内に有していることが、完現術者となる条件であることが小説で明かされている。霊的資質が非常に高いため、完現術者となる者は胎児期にほぼ確実に母体が虚に襲われており、彼らは虚の影響によって完現術が目覚めたものと誤認している。

### 見えざる帝国（ヴァンデンライヒ）
ユーハバッハを首領とする滅却師の帝国。かつては「光の帝国（リヒト・ライヒ）」と称し、千年前に尸魂界へ侵攻したが、護廷十三隊に敗れ、瀞霊廷内の影の中に霊子の空間を築き潜伏していた（ § 見えざる帝国の拠点も参照）。ユーハバッハの復活に伴い、再び尸魂界への侵攻を開始する。
星十字騎士団（シュテルンリッター）や狩猟部隊（ヤークトアルメー）を擁し、虚圏を占領した後は破面を戦闘訓練の必要がない兵士として動員している。
聖文字（シュリフト）
星十字騎士団の中から選ばれた滅却師に与えられるアルファベット1文字。聖文字を与えられた団員を聖章騎士（ヴェルトリッヒ）と呼ぶ。
ユーハバッハは他者の魂に眠る固有能力を見抜く力を持ち、その頭文字を相手の魂に刻むことで能力を顕在化させる。これには自身の血液を摂取させる必要がある。ペルニダ・パルンカジャスおよびジェラルド・ヴァルキリーは例外であり、もともと持っていた能力に対応する文字を与えられている。聖文字を与えられた者が死亡した場合、その力はユーハバッハに吸収され、彼の糧となる。
滅却師完聖体（クインシー・フォルシュテンディッヒ）
滅却師の強化形態。発動すると背部に翼が生え、頭上に光輪（ハイリゲンシャイン）が出現する。
滅却師最終形態とは異なり、より高位の存在とされる。肉体への負担が大きく、星章化（メダライズ）によって奪略した卍解を保持している間は発動できない。
聖隷（スクラヴェライ）
滅却師完聖体の状態で使用される霊子の強制吸収能力。光輪から霊子で構成された存在を引き寄せて吸収する。光輪を破壊されると使用できない。

血装（ブルート）
血管内に霊子を流すことで攻防を強化する戦闘技術。攻撃用の動血装（ブルート・アルテリエ）と、防御用の静血装（ブルート・ヴェーネ）に分かれる。両者の霊子回路は独立しているため、同時に発動することはできない。
星章化（メダライズ）
死神の卍解を強制的に奪う技術。卍解の発動にあわせて「メダリオン」と呼ばれる金属板を使用することで行われる。一護の卍解は虚の力を帯びているため対象外となっている。
2度目の侵攻時、浦原の作成した侵影薬によって一時的な虚化が可能となり、奪われた卍解は所有者の死亡した「残火の太刀」を除き回収された。
聖別（アウスヴェーレン）
ユーハバッハによる滅却師の選別および力の略奪行為。特定の滅却師から力を奪い、自身あるいは他者に分配する。
第1の聖別
千年血戦篇の9年前、鼓動と理知を取り戻したユーハバッハが自身の力を取り戻すために実行。混血統滅却師など「不浄」とされた者から力を奪い、自身に取り込んだ。
第2の聖別
霊王宮で親衛隊を蘇生させるために実行。瀞霊廷に残された星十字騎士団が対象となった。吸収された力は親衛隊に再分配された。
第3の聖別
真世界城（ヴァールヴェルト）で一護を倒した直後、瀞霊廷へ向かう際に実行。ユーグラム・ハッシュヴァルトとジェラルドが対象とされ、命と共に滅却師の力を奪われた。
静止の銀
聖別により死亡した滅却師の心臓に現れる銀の血栓。この銀を聖別の発動者の血と混ぜることで、相手の能力を一時的に無効化できる。
特記戦力
ユーハバッハが「未知数」として警戒した5名の戦力。黒崎一護（潜在能力）、更木剣八（戦闘力）、藍染惣右介（霊圧）、浦原喜助（手段）、兵主部一兵衛（叡智）が該当し、いずれも早期に排除すべき対象と見なされていた。

### その他の用語
旅禍（りょか）
尸魂界に無許可で侵入した者に対する総称。
双殛（そうきょく）
巨大な矛と磔架からなる尸魂界の処刑具。主に隊長格の死神の処刑に用いられる。矛と磔架は、それぞれ斬魄刀百万本に相当する破壊力と防御力を持つ。処刑時には矛が燬鷇王（きこうおう）と呼ばれる巨大な炎の鳥へと変化し、罪人を貫いて刑が執行される。
転神体（てんしんたい）
浦原が開発した人形。卍解修得のために用いられ、斬魄刀を刺すことで本体を強制的に具象化させることができる。この方法で卍解を会得した例は一護と浦原に限られる。
崩玉（ほうぎょく）
浦原が100年前に開発した物質。死神と虚の境界を取り除き、死神を虚化、虚を死神化させることができる。崩玉は意思を持つ物質であり、その能力の本質は周囲にいる者の心を崩玉の意思によって具現化するものであることが藍染から語られた。
王鍵（おうけん）
霊王宮へ至るための鍵。その所在は護廷十三隊総隊長のみに口伝で伝えられる。正体は、霊王の力によって変質した零番隊隊士の骨である。破面篇において藍染が目指していたのは、これと同等の存在を自ら創り出すことであった。王鍵の創生には10万の魂魄と半径一霊里の重霊地が必要とされる。

## 舞台設定

### 現世・空座町（からくらちょう）
東京のどこかに位置する町。ルキアが駐在任務で赴任した町であり、担当区域となっている。ルキアが尸魂界に連行された後は、十三番隊所属の車谷善之助がその任を引き継いでいる。
現代において空座町全域は時代とともに移り変わる重霊地（霊的存在が最も集まりやすい現世の地点）となっており、王鍵の創生を目論む藍染の標的となった。
クロサキ医院
一心が院長を務める診療所。黒崎家の住居に併設されている。
空座第一高等学校
一護たちが通う公立高校。通称「空座一高」。1年生は322名（1学期末時点）。生徒会長は浅野みづ穂。死神代行消失篇では生徒会長を石田が務めている。
浦原商店
浦原喜助が店主を務める雑貨屋。日用品や駄菓子を扱う一方、裏では現世に派遣された死神を相手に尸魂界から仕入れた道具を商っている。
勉強部屋
店舗の地下にある広大な空間。かつて浦原が双殛の丘の地下に作った空間を模して作られた。一護が死神の力を取り戻すための修行を行ったほか、チャドや恋次も使用している。
絶望の縦穴（シャタード・シャフト）
一護の再死神化に用いられた深い縦穴。内部には因果の鎖の自己侵食を促進する気体が満たされている。

空座総合病院
石田竜弦が院長を務める大病院。院内は全面禁煙。クロサキ医院の重症患者は、竜弦とのツテを通じてこの病院に搬送される。
空座防衛隊
空座町を虚から守るためにドン・観音寺が結成した部隊。「カラクラスーパーヒーローズ」とも呼ばれる。尸魂界篇では一護たちに代わり虚退治にあたっていた。破面編では「魂葬刑事カラクライザー」と名称を改めている。
うなぎ屋
鰻屋育美が営む何でも屋。一護のバイト先でもある。店名のため、鰻料理店と誤解された注文が入ることもある。

### 尸魂界（ソウル・ソサエティ）
霊界にあたる世界。中央の瀞霊廷（せいれいてい）と、それを取り囲む流魂街（ルコンがい）に大別される。貴族や死神など霊力を持つ者は瀞霊廷に、一般の死者の魂は流魂街に暮らしており、生活水準には大きな差がある。
瀞霊廷の外郭には通常何も存在しないが、外部から不正な侵入が行われた際には瀞霊壁（せいれいへき）が張り巡らされる。正規の通行は東西南北に設置された四大瀞霊門（しだいせいれいもん）からのみ許可され、各門は尸魂界中から選抜された門番により守られている。

#### 瀞霊廷（せいれいてい）
尸魂界の中央に位置する貴族や死神の居住区。王政によって統治されており、中央四十六室、護廷十三隊、隠密機動、鬼道衆などの機関が置かれている。
建築や街並みは古風であるが、技術開発局など一部の機関ではコンピュータに相当する装置も用いられている。通貨単位は環。
中央四十六室（ちゅうおうしじゅうろくしつ）
40人の賢者と6人の裁判官で構成される最高司法機関。裁定には絶対的な効力があり、護廷十三隊などの部隊へ命令を下す権限を持つ。
藍染らの襲撃により構成員が全滅したが、その後に再編されている。
護廷十三隊（ごていじゅうさんたい）
瀞霊廷の守護、現世での活動を担う実動部隊。13の部隊から構成され、各隊に隊長・副隊長が置かれている。有事の際には各隊を統括する隊首会が開かれる。
隠密機動（おんみつきどう）
処刑、諜報、情報伝達などを担当する5部隊から成る組織。本来は護廷十三隊とは別組織であるが、代々総司令官を務める四楓院家の当主が護廷十三隊の隊長に就任すると、その隊との結びつきが強くなる。現総司令官は砕蜂。
全五分隊の部隊長は形式上いずれも二番隊の席官が兼任しており、現在は二番隊直轄の組織として機能している。
第一分隊・刑軍（だいいちぶんたい・けいぐん）
処刑任務を担当する最上位の部隊。砕蜂が統括軍団長を兼任する。
第二分隊・警邏隊（だいにぶんたい・けいらたい）
瀞霊廷を主な活動区域とする諜報部隊。部隊長は大前田希千代。
第三分隊・檻理隊（だいさんぶんたい・かんりたい）
瀞霊廷内の罪人を監視・収容する部隊。かつては浦原が部隊長を務めていた。
地下特別檻理棟（ちかとくべつかんりとう）
二番隊隊舎の敷地内にある収容施設。通称「蛆虫の巣（うじむしのす）」。潜在的な危険因子と判断された者が特別檻理の名のもとに監視下に置かれる。武器の持ち込みは禁止されており、部隊長には収容者を素手で制圧できる実力が求められる。

第五分隊・裏廷隊（だいごぶんたい・りていたい）
通信・情報伝達を担う部隊。瞬歩の使い手が多い。

綜合救護詰所（そうごうきゅうごつめしょ）
瀞霊廷にある医療施設。手術室を備え、負傷者の治療や入院も行う。医師はすべて四番隊隊員で、四番隊隊舎が病棟を兼ねている。
技術開発局（ぎじゅつかいはつきょく）
十二番隊に付属する研究機関。創設者は浦原喜助、現局長は涅マユリ。通信技術研究科、霊波計測研究科が設置されている。
鬼道衆（きどうしゅう）
鬼道を専門とする死神の部隊。大鬼道長と副鬼道長が組織を統括する。過去には握菱鉄裁、有昭田鉢玄がそれぞれの職を務めていた。
真央霊術院（しんおうれいじゅついん）
元柳斎が設立した死神・鬼道衆・隠密機動の養成機関。かつては「死神統学院」と呼ばれていた。
通常は6年制であるが、飛び級制度や在学中の内定制度もある。授業には剣術、鬼道、現世学などがある。
四大貴族（よんだいきぞく）
尸魂界における貴族の最高位・正一位に列せられた四家。朽木家、四楓院家などが含まれ、生まれながらにして他の死神をはるかに上回る霊力を持つ。志波家が没落する以前は「五大貴族」と呼ばれていた。
朽木家（くちきけ）
四大貴族の一つ。現当主は第28代・朽木白哉。
四楓院家（しほういんけ）
四大貴族の一つで、天賜兵装番を代々務める。22代目の夜一は初の女性当主。現当主は弟の夕四郎。
綱彌代家（つなやしろけ）
小説『BLEACH Can't Fear Your Own World』にて明かされた四大貴族の一つ。四大貴族の中でも特に強い権力を持つ。綱彌代時灘はその分家の出である。
志波家（しばけ）
かつては五大貴族の一つに数えられたが、現在は没落している。宗家と分家に分かれ、海燕・空鶴・岩鷲は宗家、一心は分家の出。居所は流魂街で、家紋は「墜天の崩れ渦潮」。

#### 霊王宮（れいおうきゅう）
零番隊が守護する、霊王がいる空間。往来は極めて制限されており、霊王宮に立ち入るには零番隊の力を借りる必要がある。
移動には天柱輦（てんちゅうれん）と呼ばれる柱状の乗り物を使うが、基本的に降下専用であり、自力で霊王宮に戻る手段を持たない。帰還には志波家の花鶴大砲などの打ち上げ装置を用いる必要がある。
霊王宮は入口にあたる「霊王宮表参道」、霊王が住まう本殿「霊王宮大内裏」、そしてその周囲に浮かぶ5つの「零番離殿」から構成される。各離殿は零番隊の面々が霊王より拝領したもので、それぞれの「儀」が行われる場でもある。宮廷内には霊王や零番隊のほかにも住人が存在する。
零番隊（ぜろばんたい）
霊王宮を守護する部隊。5名の隊長によって構成され、隊士は存在しない。その総力は護廷十三隊全軍を凌ぐとされる。「王属特務（おうぞくとくむ）」とも呼ばれる。
麒麟殿（きりんでん）
麒麟寺天示郎の宮。街の中にある湯殿では、白骨地獄で傷んだ血と霊圧を抜き、血の池地獄で新たな血と霊圧を補うことで、肉体を急速に回復させる湯治の儀が行われる。
臥豚殿（がとんでん）
曳舟桐生の宮。義魂の神髄を込めた料理を通じ、自身とは全く異なる霊圧を体内に取り込むことで、力の階層を引き上げる儀が行われる。
鳳凰殿（ほうおうでん）
二枚屋王悦の宮。表向きはGalaxy鳳凰殿と呼ばれる華美な施設であるが、実際の鳳凰殿はその奥の断崖にある質素な小屋である。
Galaxy鳳凰殿のスタッフはすべて斬魄刀の実体で構成されている。小屋の地下には滝に囲まれた鍛冶場があり、卍解の打ち直しが行われる。

#### 流魂街（ルコンがい）
死神によって導かれた魂魄が住む地域で、尸魂界における庶民の居住地。瀞霊廷の周囲を囲むように東西南北4つの区域に分かれ、それぞれ1から80の地区に細分されている（例：西流魂街1地区「潤林安」、南流魂街78地区「戌吊」、北流魂街79地区「草鹿」、北流魂街80地区「更木」など）。地区番号が大きいほど治安や生活水準は悪化する。
死者は整理券の順番によって各地区へ振り分けられるため、生前の家族と再会できる可能性は極めて低い。基本的には生まれも時代も異なる人間が集まり、見た目の年齢などを基に家族のような集団を形成して生活するのが一般的である。霊力の素養があれば、真央霊術院への入学を通じて死神になる道も開かれている。

### 虚圏（ウェコムンド）
現世と尸魂界のはざまに存在する、虚が巣くう空間。出入りには黒腔（ガルガンタ）を通る必要があり、内部に潜む虚の動向は死神でも把握が困難である。
地表は白い砂に覆われ、水は存在しない。石英のような物質でできた枯れ木が点在している。常に夜が続いており、月は現世とは反転して映る。大気中の霊子濃度が高く、小さな虚であれば呼吸だけで充分な栄養を得られるほか、死神や破面、滅却師の戦闘能力も大きく高まる。
虚夜宮（ラス・ノーチェス）
虚圏に築かれた巨大な城。藍染とその配下の拠点として使用された。外観は無機質で、内部には広大な空間といくつもの通路や部屋が存在する。天蓋の一部には藍染が形成した青空が広がり、光が差し込む範囲は藍染の監視下に置かれる。城内には監視装置が張り巡らされ、回廊の配置を操作することができる。また、一部の通路には番人とされる破面が配置され、彼らが倒されると区画が崩壊する仕組みになっている。
元は虚圏の王であった第2十刃バラガン・ルイゼンバーンの居城で、当時は天井がなく夜空全体を城の屋根と見なしていた。
十刃と死神たちとの戦闘で損壊し、のちに見えざる帝国による襲撃でさらに荒廃が進んだ。

### 見えざる帝国の拠点
光の帝国（リヒトライヒ）
かつてユーハバッハが制圧し統治していた滅却師の帝国。星十字騎士団を率いて尸魂界へ侵攻するも、元柳斎率いる護廷十三隊によって壊滅した。
影の領域（シャッテン・ベライヒ）
千年前の戦いで敗れた滅却師たちが、瀞霊廷内の影の中に構築した霊子空間であり、この空間をもって見えざる帝国と呼ばれるようになった。この空間の外で滅却師が活動できる時間には制限がある。
銀架城（ジルバーン）
見えざる帝国に築かれた、ユーハバッハの居城。
真世界城（ヴァールヴェルト）
霊王の力を取り込んだユーハバッハが、瀞霊廷から持ち上げた帝国の街を再構築して築いた新たな居城。銀架城の面影を残す天守を中心に、零番離殿をもとに再構成された建造物が枝を通して結びつき、星型に近い形状をなす。ユーハバッハはこれを、見えざる帝国に代わる新たな国家と定義している。
2番枝街（ツヴァイ・アスト）
真世界城の一部に再構築された、零番離殿に由来する街区の一つ。

### 門・通路など
穿界門（せんかいもん）
現世と尸魂界を繋ぐ門。断界へ通じており、そこを安全に通行できるのは地獄蝶を持つ死神、または断界の壁が霊圧によって固定されている場合に限られる。
黒腔（ガルガンタ）
現世と虚圏を繋ぐ穴。普段は閉じており、虚や破面が行き来する際に開く。内部には道がなく、通行者は霊子を固めて足場を形成しながら進む必要がある。藍染との戦いに備えて、浦原は術式により黒腔を開き安定化させていた。また、虚圏での戦闘後、マユリはザエルアポロ・グランツの研究資料をもとに黒腔の構造を解析し、高精度の開口装置を開発した。
断界（だんがい）
現世と尸魂界の間に存在する、あらゆる時空から断絶された空間。外界に比べて時間の密度が高く、断界で2000時間を過ごしても外では1時間しか経過しない。
内部は「拘流（こうりゅう）」と呼ばれる霊体を絡めとる気流で満たされており、虚などの侵入を防いでいる。また、7日に一度「拘突（こうとつ）」と呼ばれる掃除屋が出現し、長時間の滞在を阻む。拘突に追われた場合、通常は断界突入時から100年単位で時間軸がずれた地点へ飛ばされ、急激な時間の流れによって死亡する。拘流に捕らわれた場合、断界から抜け出すことはできない。かつては流刑地としても利用されていた。
叫谷（きょうごく）
断界の周囲に点在する霊子空間で、抜け落ちた魂魄の溜まり場（劇場版BLEACH MEMORIES OF NOBODY#叫谷 § も参照）。
『劇場版BLEACH MEMORIES OF NOBODY』に登場していたが、原作では第625話で初めて言及された。単行本第69巻では「叫谷については劇場版第一作参照」と記されている。
小説『BLEACH Can’t Fear Your Own World』では、綱彌代時灘の命令を受けた道羽根アウラが最大級の叫谷を発見。内部に空中楼閣と巨大宮殿を築き、戦いの舞台となった。
転界結柱（てんかいけっちゅう）
浦原が開発した装置。巨大な4本の柱を結ぶことにより、広範囲におよぶ巨大な穿界門を形成し、その区域を尸魂界内にある別の区域と入れ替えることができる。柱が破壊された場合には転送回帰が発生し、入れ替えられた区域は元の場所に戻り始める。
浦原は流魂街の外れにあらかじめ作成しておいた空座町のレプリカと入れ換えることで、空座町を戦闘可能な状態に変え、藍染らとの戦闘に備えた。

### 地獄
生前に重大な罪（例：殺人）を犯した者は、死神によって虚としての罪を清められた後、巨大な扉が出現し、開かれた空間に現れた刃に貫かれたうえで地獄へと引き込まれる。虚のシュリーカーや、破面のザエルアポロ・グランツ、アーロニーロ・アルルエリも絶命後にここへ堕ちた。
『劇場版BLEACH 地獄篇』や読み切り『BLEACH 獄頤鳴鳴篇』において詳細が描かれている（劇場版BLEACH 地獄篇#地獄 § も参照）。

## 読み切り版
前身となる読み切り作品「BLEACH」が、『赤マルジャンプ』2001 WINTERに掲載された。久保の初代担当編集者・浅田貴典は本作について、「強引にページをもらって、描いてもらった作品でした」と回想している。カットを提出した段階でのタイトルは「スナイプ」であり、最初の予告も同タイトルで掲載された。本作は読者アンケートにおいて1位を獲得し、満場一致で『週刊少年ジャンプ』の連載会議を通過した。
『BLEACH OFFICIAL CHARACTER BOOK SOULs.』（2006年、集英社）に収録された。

### あらすじ（読み切り版）
霊媒体質ということ以外は普通の高校生・黒崎一護は、ある日、悪霊の虚（ホロウ）とともに空から落ちてきた死神の少女・朽木ルキアと出会う。虚は一護に取り憑いていた整（プラス）と呼ばれる霊の群れに襲いかかる。整の群れを守るために全ての力を放出したルキアは、力が回復するまでの七日七夜、一護の魂魄に死神の装備一式を組み込み、死神の仕事を手伝わさせることにする。
7日目の夜、霊魂の世界であるソウル・ソサエティからメッセージが届く。そこには新たにソウル・ソサエティへ導く対象者として、一護のクラスメイト・井上織姫の名前が記されていた。一護は整となった井上にソウル・ソサエティへのパスチケットを渡すが、そこに井上の亡き父が現れ、自らが井上をソウル・ソサエティまで案内すると申し出る。父親に手を引かれていく井上を一護は見送るが、井上の父は虚であった。

## 番外編『カラブリ！』
カラブリ！
久保による番外編カラー漫画。『Vジャンプ』（集英社）にて2005年1月号から2007年9月号まで連載された。「カラフルブリーチ」を略称したタイトルが示すとおり、「護廷十三隊の活躍やドタバタ」がフルカラーで描かれている。
Vジャンプ編集部から「1ページに1コマの絵で本編で描けなかったモノを軽いノリで描いてほしい」と依頼された久保は、本作の連載を一コマ漫画に近い形式で開始させたが、回を重ねるごとにコマ数が増え、結果的に2ページの短編ギャグ漫画として連載されることとなった。連載当時、久保は本作の構想に丸1日をかけており、『BLEACH OFFICIAL BOOTLEG カラブリ+』（2007年、集英社）の中で「自分で自分の首を締めるような月1連載」であったと振り返っている。同単行本の後半には、作中に登場する架空の雑誌「月刊瀞霊廷通信」の特別編集増刊号が収録され、久保が大半の文章とネタを執筆した死神たちの詳細な設定や、瀞霊廷通信の企画が掲載された。
ライターの高塔琳子は本作の魅力として、キャラクターたちの意外な一面や新しい設定が見られることを挙げている。
また、2008年9月から11月にかけて、全国10都市を巡回して開催された「ジャンプ・スーパーアニメツアー」では、本作のエピソードをアニメ化した『BLEACH カラブリ！護廷十三屋台大作戦！』が上映された。
カラブリEX（カラブリエクストラ）
久保による番外編カラー漫画。『BLEACH』の連載10周年を記念し、2011年8月から2012年1月にかけて毎月1巻ずつ6巻まで連続刊行された『BLEACH総集編 Resurrected Souls』に掲載された。

## 原画展

### BLEACH生誕20周年記念原画展「BLEACH EX.」
「BLEACH生誕20周年記念原画展「BLEACH EX.」」は、本作が2021年に生誕20周年を迎えるにあたって開催された初の原画展である。2020年3月21日にYouTube Live、Periscopeで配信された「BLEACH20周年プロジェクト&久保帯人新作発表会」にて開催が発表された。
本原画展は「『BLEACH』生誕20周年プロジェクト」の中核に位置づけられ、2021年12月18日から2022年1月16日まで開催された東京会場での展示を皮切りに、全国各地において巡回展が開催された。その後、2023年12月1日から24日まで「BLEACH生誕20周年記念原画展 BLEACH EX. FINAL」と題した東京凱旋展が開催された。
開催前日の2021年12月17日は久保帯人公式ファンクラブサイト「Klub Outside」の会員限定プレビューデイとなり、スペシャル回では久保と歴代の担当編集者が出席したトークショーやライブドローイングが行われた。また、テーマソングと展示イメージソングを提供したシンガーソングライターのキタニタツヤがサプライズゲストとして登場した。

#### 開催情報
各会場における開催情報は以下のとおり。
| 会場                                           | 所在地         | 会期                           | 出典   |
| ---------------------------------------------- | -------------- | ------------------------------ | ------ |
| 渋谷ヒカリエ9階 ヒカリエホール                 | 東京都渋谷区   | 2021年12月18日 - 2022年1月16日 | [ 15 ] |
| 大丸ミュージアム〈梅田〉大丸梅田店15階         | 大阪府大阪市   | 2022年3月24日 - 4月18日        | [ 53 ] |
| 横手市増田まんが美術館 1階コンベンションホール | 秋田県横手市   | 2022年7月9日 - 9月25日         | [ 54 ] |
| NTTクレドホール                                | 広島県広島市   | 2022年10月1日 - 10月10日       | [ 55 ] |
| サッポロファクトリーホール                     | 北海道札幌市   | 2022年11月19日 - 11月27日      | [ 56 ] |
| JR九州ホール（JR博多シティ9F）                 | 福岡県福岡市   | 2022年12月22日 - 2023年1月15日 | [ 57 ] |
| イオンモール岡山5階 おかやま未来ホール         | 岡山県岡山市   | 2023年4月15日 - 5月14日        | [ 58 ] |
| 松坂屋名古屋店 本館7階 大催事場                | 愛知県名古屋市 | 2023年8月10日 - 8月28日        | [ 59 ] |
| 寺田倉庫 G1-5                                  | 東京都品川区   | 2023年12月1日 - 12月24日       | [ 50 ] |

#### 楽曲
テーマソングの「Rapport」はキタニによる本原画展のための書き下ろし楽曲であり、開催に先駆けて公式PVにて公開された。また、キタニが『週刊少年ジャンプ』2021年36・37合併号に掲載された読み切り作品「BLEACH 獄頤鳴鳴篇」をテーマに書き下ろした楽曲「タナトフォビア」が展示イメージソングとして提供された。会場内では映像作家・YKBXが同楽曲と久保の描き下ろしイラストを用いて制作した映像が展示された。

#### コラボレーション
2021年12月17日から2022年1月16日まで、「『BLEACH』原画展開催記念 東急線スタンプラリー」が開催された。
秋田会場では、原画展開催期間限定企画として、横手市増田まんが美術館、増田の町並み案内所「ほたる」、増田観光物産センター「蔵の駅」の3か所でスタンプラリーが開催された。また、横手市増田まんが美術館では館内のマンガカフェにて本原画展とのコラボカフェが営業された。

## 社会的評価
本作は2000年代の『週刊少年ジャンプ』を代表する人気漫画とされ、『ONE PIECE』『NARUTO-ナルト-』と並んで同誌を支えた主要作品の一つに数えられている。日本経済新聞は本作を「看板作品」の一つとして位置づけており、週刊少年ジャンプ編集長・中野博之（2018年当時）も、「コミックスが初版100万部となるような大ヒット作品」の例としてこの3作品を挙げ、「ジャンプの3本柱だった」と述べている。また、韓国の通信社・聯合ニュースは、これらを「2000年代を代表する3大日本漫画」として紹介している。

### 商業的評価

#### 発行部数
日本国内におけるシリーズ累計発行部数は、2017年3月時点で9000万部を突破した。2018年2月、実写映画『BLEACH』の公式Twitterは、本作の全世界シリーズ累計発行部数が1億2000万部を突破したことを発表した。2022年7月時点で全世界シリーズ累計発行部数は1億3000万部以上となっている。
久保は漫画家・ふるかわしおりとの対談の中で、2002年1月に刊行されたコミックス第1巻の初版は1週間で完売となり、増刷が行われたと述べている。2004年10月のテレビアニメ化でさらに人気を伸ばし、新刊の初刷部数は100万部を超えて安定した推移を見せるようになった。2006年12月に刊行された第25巻の初刷部数は133万部を記録し、本作の売れ行きはピークを迎えた。翌2007年の初刷部数は前年並みを維持したが、その後じわじわと減少が続き、連載開始10周年を迎える2011年に100万部台を割り込んだ。
| 巻数 | 刊行年月日    | 初刷部数 （万部） | 出典   |
| ---- | ------------- | ----------------- | ------ |
| 20   | 2005年12月2日 | 119               | [ 77 ] |
| 25   | 2006年12月4日 | 133               | [ 78 ] |
| 31   | 2007年12月4日 | 131               | [ 79 ] |
| 36   | 2008年12月4日 | 120               | [ 80 ] |
| 42   | 2009年12月4日 | 115               | [ 81 ] |
| 48   | 2010年12月3日 | 103               | [ 82 ] |
| 53   | 2011年12月2日 | 80                | [ 83 ] |

#### オリコンランキング
2008年には316.1万部の年間推定累積総売上を記録し、同年のコミック・シリーズ別ランキングで5位にランクインした。2009年上半期には356.8万部の上半期推定累積総売上を記録し、同ランキングで『ONE PIECE』に次ぐ2位を獲得した。同年の年間推定累積総売上は647.1万部を記録し、年間では『ONE PIECE』、『NARUTO-ナルト-』に次ぐ3位となった。2010年には520.4万部の年間推定累積総売上を記録し、同ランキングの5位に位置したものの、新刊の売上は2009年より減少傾向に転じており、2012年以降は同ランキングにおいて上位10位圏から姿を消した。
| 年度 | 調査期間                        | 推定累積総売上部数 | 順位 | 出典   |
| ---- | ------------------------------- | ------------------ | ---- | ------ |
| 2008 | 2007年12月24日 - 2008年11月16日 | 3,161,825          | 5    | [ 84 ] |
| 2009 | 2008年11月17日 - 2009年11月22日 | 6,471,021          | 3    | [ 92 ] |
| 2010 | 2009年11月23日 - 2010年11月21日 | 5,204,193          | 5    | [ 87 ] |
| 2011 | 2010年11月22日 - 2011年11月20日 | 4,187,258          | 8    | [ 93 ] |
| 2012 | 2011年11月21日 - 2012年11月18日 | 2,974,750          | 12   | [ 91 ] |

2012年6月4日に発売された成田良悟による小説『BLEACH Spirits Are Forever With You 1』、『BLEACH Spirits Are Forever With You 2』は、発売初週にそれぞれ3.7万部、3.5万部の売上を記録し、6月18日付の週間“本”ランキング総合部門で1位と2位を独占した。同作は累計発行部数が20万部を突破する話題作となった。

#### 日本国外での売上
フランスではグレナからフランス語翻訳版が出版されている。同国における単行本の累計販売部数は、2007年に27万1925部、2008年に49万2404部、2009年に44万1579部、2010年に37万6921部、2011年に49万5981部を記録し、同国の日本産漫画市場において、それぞれ8位、5位、4位、5位、4位に位置した。同国のジャーナリスト・Valentin Paquotによれば、グレナから出版された単行本の累計販売部数は、2021年までに556万部を超えており、同社が発行する漫画作品の中では歴代3番目のベストセラータイトルとなっている。
アメリカではビズメディアから英語翻訳版が出版されている。アニメ！アニメ！によれば、同国で初巻が出版された2004年7月以降、本作はインターネットの口コミなどによって高い人気を確立し、アニメ作品の展開が行われていないにもかかわらず、同国において既に人気アニメベスト3の地位を築いていたとされる。2006年9月より有力CATVチャンネル・カートゥーン ネットワーク（アダルトスイム）などで英語吹き替え版のテレビアニメが放映されたことも、単行本の売り上げを伸ばす要因となり、北米における売り上げが2012年2月までに累計210万部を記録するベストセラーとなった。全米における単行本の累計発行部数は、2022年4月時点で270万部を突破している。

### 検索ワードランキング
Yahoo! JAPANが発表した2005年検索ワードランキングの「漫画、アニメ名」部門では、「BLEACH」が4位となった。2006年上半期検索ワードランキングの「テレビ番組名」部門では、フジテレビの恋愛バラエティ番組『あいのり』に次ぐ2位に入り、アニメ番組としては最高位を記録した。同年の年間ランキング「漫画、アニメ名」部門でも、前年から順位を2つ上げて2位となった。2008検索ワードランキングの「アニメ・ゲーム」部門では10位、2009検索ワードランキングの「ゲーム・アニメ」部門では9位を記録したが、2010検索ワードランキングの「ゲーム・アニメ」部門では24位へと順位を落とした。

### 受賞
2005年に第50回小学館漫画賞少年向け部門を、2006年にJapan Expoアワード Prix Dessinを受賞した。2007年のアメリカンアニメアワードでは、ベストマンガ賞にノミネートされたが受賞には至らなかった。また、2008年のサンディエゴ・コミコンでは、久保にインクポット賞が贈られた。

## 書誌情報

### 漫画

#### 単行本
- 久保帯人『BLEACH』集英社〈ジャンプ・コミックス〉、全74巻
  1. 「THE DEATH AND THE STRAWBERRY」2002年1月5日発売[123]、ISBN 4-08-873213-8
  2. 「GOODBYE PARAKEET, GOODNITE MY SISTA」2002年3月4日発売[124]、ISBN 4-08-873237-5
  3. 「memories in the rain」2002年6月5日発売[125]、ISBN 4-08-873275-8
  4. 「QUINCY ARCHER HATES YOU」2002年9月4日発売[126]、ISBN 4-08-873310-X
  5. 「RIGHTARM OF THE GIANT」2002年11月1日発売[127]、ISBN 4-08-873335-5
  6. 「THE DEATH TRIROGY OVERTURE」2002年12月20日発売[128]、ISBN 4-08-873366-5
  7. 「THE BROKEN CODA」2003年3月4日発売[129]、ISBN 4-08-873392-4
  8. 「THE BLADE AND ME」2003年6月4日発売[130]、ISBN 4-08-873435-1
  9. 「FOURTEEN DAYS FOR CONSPIRACY」2003年8月4日発売[131]、ISBN 4-08-873495-5
  10. 「TATTOO ON THE SKY」2003年11月4日発売[132]、ISBN 4-08-873525-0
  11. 「A STAR AND A STRAY DOG」2003年12月19日[133]、ISBN 4-08-873555-2
  12. 「FLOWER ON THE PRECIPICE」2004年3月4日発売[134]、ISBN 4-08-873576-5
  13. 「THE UNDEAD」2004年6月4日発売[135]、ISBN 4-08-873610-9
  14. 「WHITE TOWER ROCKS」2004年9月3日発売[136]、ISBN 4-08-873649-4
  15. 「BEGINNING OF THE DEATH OF TOMORROW」2004年12月3日発売[137]、ISBN 4-08-873682-6
  16. 「NIGHT OF WIJNRUIT」2005年3月4日発売[138]、ISBN 4-08-873777-6
  17. 「ROSA RUBICUNDIOR, LILIO CANDIDIOR」2005年6月3日発売[139]、ISBN 4-08-873817-9
  18. 「THE DEATHBERRY RETURNS」2005年8月4日発売[140]、ISBN 4-08-873841-1
  19. 「THE BLACK MOON RISING」2005年10月4日発売[141]、ISBN 4-08-873862-4
  20. 「end of hypnosis」2005年12月2日発売[142]、ISBN 4-08-873883-7
  21. 「BE MY FAMILY OR NOT」2006年3月3日発売[143]、ISBN 4-08-874027-0
  22. 「CONQUISTADORES」2006年5月2日発売[144]、ISBN 4-08-874049-1
  23. 「MALA SUERTE!」2006年8月4日発売[145]、ISBN 4-08-874140-4
  24. 「IMMANENT GOD BLUES」2006年10月4日発売[146]、ISBN 4-08-874262-1
  25. 「NO SHAKING THRONE」2006年12月4日発売[147]、ISBN 4-08-874289-3
  26. 「THE MASCARON DRIVE」2007年2月2日発売[148]、ISBN 978-4-08-874315-8
  27. 「goodbye, halcyon days.」2007年4月4日発売[149]、ISBN 978-4-08-874339-4
  28. 「BARON'S LECTURE FULL-COURSE」2007年6月4日発売[150]、ISBN 978-4-08-874365-3
  29. 「THE SLASHING OPERA」2007年8月3日発売[151]、ISBN 978-4-08-874398-1
  30. 「THERE IS NO HEART WITHOUT YOU」2007年10月4日発売[152]、ISBN 978-4-08-874423-0
  31. 「DON'T KILL MY VOLUPTURE」2007年12月4日発売[153]、ISBN 978-4-08-874444-5
  32. 「HOWLING」2008年2月4日発売[154]、ISBN 978-4-08-874473-5
  33. 「THE BAD JOKE」2008年4月4日発売[155]、ISBN 978-4-08-874494-0
  34. 「KING OF THE KILL」2008年7月4日発売[156]、ISBN 978-4-08-874541-1
  35. 「HIGHER THAN THE MOON」2008年10月3日発売[157]、ISBN 978-4-08-874575-6
  36. 「TURN BACK THE PENDULUM」2008年12月4日発売[158]、ISBN 978-4-08-874603-6
  37. 「BEAUTY IS SO SOLITARY」2009年2月4日発売[159]、ISBN 978-4-08-874628-9
  38. 「FEAR FOR FIGHT」2009年4月3日発売[160]、ISBN 978-4-08-874649-4
  39. 「EL VERDUGO」2009年6月4日発売[161]、ISBN 978-4-08-874674-6
  40. 「THE LUST」2009年8月4日発売[162]、ISBN 978-4-08-874712-5
  41. 「HEART」2009年10月2日発売[163]、ISBN 978-4-08-874734-7
  42. 「SHOCK OF THE QUEEN」2009年12月4日発売[164]、ISBN 978-4-08-874762-0
  43. 「KINGDOM OF HOLLOWS」2010年2月4日発売[165]、ISBN 978-4-08-874794-1
  44. 「VICE IT」2010年4月2日発売[166]、ISBN 978-4-08-870020-5
  45. 「THE BURNOUT INFERNO」2010年6月4日発売[167]、ISBN 978-4-08-870046-5
  46. 「BACK FROM BLIND」2010年8月4日発売[168]、ISBN 978-4-08-870085-4
  47. 「END OF THE CHRYSALIS AGE」2010年10月4日発売[169]、ISBN 978-4-08-870110-3
  48. 「GOD IS DEAD」2010年12月3日発売[170]、ISBN 978-4-08-870144-8
  49. 「The Lost Agent」2011年4月21日発売[171]、ISBN 978-4-08-870186-8
  50. 「The Six Fullbringers」2011年6月3日発売[172]、ISBN 978-4-08-870219-3
  51. 「Love me Bitterly Loth me Sweetly」2011年8月4日発売[173]、ISBN 978-4-08-870272-8
  52. 「End of Bond」2011年10月4日発売[174]、ISBN 978-4-08-870291-9
  53. 「The Deathberry Returns 2」2011年12月2日発売[175]、ISBN 978-4-08-870313-8
  54. 「Goodbye to Our Xcution」2012年3月2日発売[176]、ISBN 978-4-08-870386-2
  55. 「THE BLOOD WARFARE」2012年6月4日発売[177]、ISBN 978-4-08-870418-0
  56. 「MARCH OF THE STARCROSS」2012年9月4日発売[178]、ISBN 978-4-08-870478-4
  57. 「OUT OF BLOOM」2012年12月4日発売[179]、ISBN 978-4-08-870516-3
  58. 「THE FIRE」2013年3月4日発売[180]、ISBN 978-4-08-870551-4
  59. 「THE BATTLE」2013年6月4日発売[181]、ISBN 978-4-08-870662-7
  60. 「EVERYTHING BUT THE RAIN」2013年8月2日発売[182]、ISBN 978-4-08-870782-2
  61. 「THE LAST 9 DAYS」2013年12月4日発売[183]、ISBN 978-4-08-870818-8
  62. 「HEART OF WOLF」2014年3月4日発売[184]、ISBN 978-4-08-870850-8
  63. 「HEAR, FEAR, HERE」2014年5月2日発売[185]、ISBN 978-4-08-880055-4
  64. 「DEATH IN VISION」2014年9月4日発売[186]、ISBN 978-4-08-880134-6
  65. 「MARCHING OUT THE ZOMBIES」2014年10月3日発売[187]、ISBN 978-4-08-880191-9
  66. 「SORRY I AM STRONG」2015年1月5日発売[188]、ISBN 978-4-08-880221-3
  67. 「BLACK」2015年4月3日発売[189]、ISBN 978-4-08-880327-2
  68. 「THE ORDINARY PEACE」2015年7月3日発売[190]、ISBN 978-4-08-880423-1
  69. 「AGAINST THE JUDGEMENT」2015年8月4日発売[191]、ISBN 978-4-08-880460-6
  70. 「FRIEND」2015年11月4日発売[192]、ISBN 978-4-08-880497-2
  71. 「BABY, HOLD YOUR HAND」2016年3月4日発売[193]、ISBN 978-4-08-880604-4
  72. 「MY LAST WORDS」2016年5月2日発売[194]、ISBN 978-4-08-880649-5
  73. 「BATTLE FIELD BURNING」2016年7月4日発売[195]、ISBN 978-4-08-880684-6
  74. 「THE DEATH AND THE STRAWBERRY」2016年11月4日発売[196]、ISBN 978-4-08-880774-4
- 久保帯人『BLEACH OFFICIAL BOOTLEG カラブリ+』集英社〈ジャンプ・コミックス〉2007年8月3日発売[40]、ISBN 978-4-08-874199-4
- 大場敦（漫画）・久保帯人（原作）『BLEACH4コマ コマブリ』集英社〈ジャンプ・コミックス〉、全2巻
  1. 「LET'S START『KOMA-BLEACH』!!」2012年9月4日発売[197]、ISBN 978-4-08-870530-9
  2. 「BRAND NEW LETTER PART, BRAND NEW TOMORROW」2013年6月4日発売[198]、ISBN 978-4-08-870658-0

#### 総集編
- 久保帯人『BLEACH総集編 Resurrected Souls』集英社〈集英社マンガ総集編シリーズ〉、全6巻
  1. 2011年8月22日発売[199] 、ISBN 978-4-08-111089-6
  2. 2011年9月26日発売[200] 、ISBN 978-4-08-111090-2
  3. 2011年10月24日発売[201] 、ISBN 978-4-08-111091-9
  4. 2011年11月28日発売[202] 、ISBN 978-4-08-111092-6
  5. 2011年12月26日発売[203] 、ISBN 978-4-08-111093-3
  6. 2012年1月23日発売[204] 、ISBN 978-4-08-111094-0

#### 廉価軽装版
- 久保帯人『BLEACH』集英社〈集英社ジャンプリミックス〉、全26巻
  1. 「死神代行篇①邂逅」2016年11月発売、ISBN 978-4-08-113597-4
  2. 「死神代行篇②顕現」2016年11月発売、ISBN 978-4-08-113598-1
  3. 「死神代行篇③捕縛」2016年11月発売、ISBN 978-4-08-113599-8
  4. 「尸魂界篇①暗躍」2016年12月発売、ISBN 978-4-08-113604-9
  5. 「尸魂界篇②血戦」2016年12月発売、ISBN 978-4-08-113605-6
  6. 「尸魂界篇③覚悟」2017年1月発売、ISBN 978-4-08-113607-0
  7. 「尸魂界篇④信頼」2017年1月発売、ISBN 978-4-08-113608-7
  8. 「尸魂界篇⑤千刃」2017年2月発売、ISBN 978-4-08-113614-8
  9. 「破面篇①予兆」2017年2月発売、ISBN 978-4-08-113615-5
  10. 「破面篇②本能」2017年3月発売、ISBN 978-4-08-113622-3
  11. 「破面篇③救出」2017年3月発売、ISBN 978-4-08-113623-0
  12. 「破面篇④咆哮」2017年4月発売、ISBN 978-4-08-113631-5
  13. 「破面篇⑤表裏」2017年4月発売、ISBN 978-4-08-113632-2
  14. 「破面篇⑥矜持」2017年5月発売、ISBN 978-4-08-113638-4
  15. 「破面篇⑦氷華」2017年5月発売、ISBN 978-4-08-113639-1
  16. 「破面篇⑧業火」2017年6月発売、ISBN 978-4-08-113645-2
  17. 「破面篇⑨終局」2017年6月発売、ISBN 978-4-08-113646-9
  18. 「死神代行消失篇①奪還」2017年6月発売、ISBN 978-4-08-113647-6
  19. 「死神代行消失篇②復讐」2017年7月発売、ISBN 978-4-08-113653-7
  20. 「千年血戦篇①因果」2017年7月発売、ISBN 978-4-08-113654-4
  21. 「千年血戦篇②剣八」2017年8月発売、ISBN 978-4-08-113660-5
  22. 「千年血戦篇③渇望」2017年8月発売、ISBN 978-4-08-113661-2
  23. 「千年血戦篇④治験」2017年9月発売、ISBN 978-4-08-113664-3
  24. 「千年血戦篇⑤開門」2017年9月発売、ISBN 978-4-08-113665-0
  25. 「千年血戦篇⑥双肩」2017年10月発売、ISBN 978-4-08-113666-7
  26. 「千年血戦篇⑦明日」2017年10月発売、ISBN 978-4-08-113667-4

### 小説
- 久保帯人（原作）・松原真琴（著者）『BLEACH letters from the other side』集英社〈ジャンプ ジェイ ブックス〉、2004年12月20日第1刷発行（2004年12月15日発売[205]）、ISBN 4-08-703149-7
  - 久保帯人（原作）・松原真琴（著者）『BLEACH letters from the other side -new edition-』集英社〈ジャンプ ジェイ ブックス〉、2009年11月9日第1刷発行（2009年11月4日発売[206]）、ISBN 978-4-08-703212-3
- 久保帯人（原作）・松原真琴（著者）『BLEACH THE HONEY DISH RHAPSODY』集英社〈ジャンプ ジェイ ブックス〉、2006年10月31日第1刷発行（2006年10月30日発売[207]）、ISBN 4-08-703173-X
- 久保帯人（原作）・松原真琴（著者）『劇場版BLEACH MEMORIES OF NOBODY』集英社〈ジャンプ ジェイ ブックス〉、2006年12月23日第1刷発行（2006年12月18日発売[208]）、ISBN 4-08-703174-8
  - 『劇場版BLEACH MEMORIES OF NOBODY』（脚本：十川誠志）をノベライズしたもの。
- 久保帯人（原作）・松原真琴（著者）『劇場版BLEACH The DiamondDust Rebellion もう一つの氷輪丸』集英社〈ジャンプ ジェイ ブックス〉、2007年12月27日第1刷発行（2007年12月22日発売[209]）、ISBN 978-4-08-703189-8
  - 『劇場版BLEACH The DiamondDust Rebellion もう一つの氷輪丸』（脚本：横手美智子・大久保昌弘）をノベライズしたもの。
- 久保帯人（原作）・松原真琴（著者）『劇場版BLEACH Fade to Black 君の名を呼ぶ』集英社〈ジャンプ ジェイ ブックス〉、2008年12月20日第1刷発行（2008年12月15日発売[210]）、ISBN 978-4-08-703197-3
  - 『劇場版BLEACH Fade to Black 君の名を呼ぶ』（脚本：高橋ナツコ・大久保昌弘）をノベライズしたもの。
- 久保帯人（原作）・松原真琴（著者）『劇場版BLEACH 地獄篇』集英社〈ジャンプ ジェイ ブックス〉、2010年12月11日第1刷発行（2010年12月6日発売[211]）、ISBN 978-4-08-703234-5
  - 『劇場版BLEACH 地獄篇』（脚本：高橋ナツコ・大久保昌弘）をノベライズしたもの。
- 久保帯人（原作）・成田良悟（著者）『BLEACH Spirits Are Forever With You』集英社〈ジャンプ ジェイ ブックス〉、全2巻
  1. 2012年6月9日第1刷発行（2012年6月4日発売[212]）、ISBN 978-4-08-703265-9
  2. 2012年6月9日第1刷発行（2012年6月4日発売[213]）、ISBN 978-4-08-703266-6
- 久保帯人（原作）・松原真琴（著者）『BLEACH The Death Save The Strawberry』集英社〈ジャンプ ジェイ ブックス〉、2012年9月9日第1刷発行（2012年9月4日発売[214]）、ISBN 978-4-08-703272-7
- 久保帯人（原作）・松原真琴（著者）『BLEACH WE DO knot ALWAYS LOVE YOU』集英社〈ジャンプ ジェイ ブックス〉、2016年12月31日第1刷発行（2016年12月27日発売[215]）、ISBN 978-4-08-703412-7
- 久保帯人（原作）・成田良悟（著者）『BLEACH Can't Fear Your Own World』集英社〈ジャンプ ジェイ ブックス〉、全3巻
  1. 2017年8月9日第1刷発行（2017年8月4日発売[216]）、ISBN 978-4-08-703424-0
  2. 2018年11月7日第1刷発行（2018年11月2日発売[217]）、ISBN 978-4-08-703464-6
  3. 2018年12月9日第1刷発行（2018年12月4日発売[218]）、ISBN 978-4-08-703466-0
- 久保帯人（原作）・松原真琴（著者）・羽原大介・佐藤信介（脚本）『映画ノベライズ BLEACH』集英社〈ジャンプ ジェイ ブックス〉、2018年7月4日発売[219]、ISBN 978-4-08-704016-6
  - 久保帯人（原作）・松原真琴（小説）・羽原大介・佐藤信介（脚本）『映画ノベライズ みらい文庫版 BLEACH』集英社〈集英社みらい文庫〉、2018年7月4日発売[220]、ISBN 978-4-08-704016-6
    - 実写映画『BLEACH』をノベライズしたもの。

### 画集
- 久保帯人『BLEACHイラスト集 All Colour But The BLACK』集英社〈ジャンプ・コミックス〉、2006年12月9日第1刷発行（2006年12月4日発売[221]）、ISBN 4-08-874173-0、A4判
- 久保帯人『BLEACHイラスト集 JET』集英社〈愛蔵版コミックス〉、2018年12月9日第1刷発行（2008年12月4日発売[222]）、ISBN 978-4-08-792525-8、A4判

### 関連書籍
- 久保帯人『BLEACH OFFICIAL CHARACTER BOOK SOULs.』集英社〈ジャンプ・コミックス〉、2006年2月3日発売[223]、ISBN 4-08-874079-3
- 久保帯人、ジャンプ・コミック出版編集部編『PAINT JUMP Art of BLEACH』集英社〈愛蔵版コミックス〉2008年4月4日発売、ISBN 978-4-08-782167-3
- 久保帯人『BLEACH OFFICIAL CHARACTER BOOK 2 MASKED.』集英社〈ジャンプ・コミックス〉、2010年8月4日発売[224]、ISBN 978-4-08-874845-0
- 久保帯人『BLEACH OFFICIAL CHARACTER BOOK 3 UNMASKED.』集英社〈ジャンプ・コミックス〉、2011年6月3日発売[225]、ISBN 978-4-08-874861-0
- 久保帯人『BLEACH JCCOVER POSTCARD BOOK MAILs.』集英社〈ジャンプ・コミックス〉2013年12月4日発売[226]、ISBN 978-4-08-880089-9
- 久保帯人『BLEACH 13 BLADEs.』集英社〈ジャンプ・コミックス〉、2015年8月4日発売、ISBN 978-4-08-880525-2
- 久保帯人（著）、集英社・大日本印刷（企画・編）『BLEACH EX.公式図録 THE BLACK BROCHURE』集英社、2022年12月21日第一刷発行、A4判

### 電子書籍
- 久保帯人『BLEACH 獄頤鳴鳴篇』集英社〈ジャンプコミックスDIGITAL〉、2021年12月3日発売[227][注 8]
- 久保帯人『全巻一冊 BLEACH』集英社、2021年12月24日発売[229][注 9]

## アニメ
「ジャンプフェスタ・アニメツアー'04」にて上映されたオリジナルアニメを経て、テレビアニメ『BLEACH』が2004年10月から2012年3月まで放送された。アニメ独自のオリジナルシリーズを織り交ぜつつ、「死神代行篇」から「死神代行消失篇」の内容を基にアニメ化された。
劇場アニメとしては、2006年12月16日に『劇場版BLEACH MEMORIES OF NOBODY』、2007年12月22日に『劇場版BLEACH The DiamondDust Rebellion もう一つの氷輪丸』、2008年12月13日に『劇場版BLEACH Fade to Black 君の名を呼ぶ』、2010年12月4日に『劇場版BLEACH 地獄篇』が公開された。
2022年10月より、前シリーズから約10年ぶりの続編となるテレビアニメ『BLEACH 千年血戦篇』の放送が開始された。「千年血戦篇」を分割4クールでアニメ化する予定であり、久保が総監修を務めている。

## ノベライズ
BLEACH letters from the other side
松原真琴による原作漫画のノベライズ作品。2004年12月に刊行された。2009年11月には書き下ろしのオリジナル短編小説を併録した新装版『BLEACH letters from the other side -new edition-』が刊行された。
BLEACH THE HONEY DISH RHAPSODY
松原真琴によるノベライズ作品。藍染の反乱から4日後の尸魂界を舞台とした完全オリジナルストーリーの番外編。 2006年10月に刊行された。
BLEACH Spirits Are Forever With You
成田良悟による原作漫画の連載10周年を記念したノベライズ作品。2012年6月に全2巻が刊行された。略称は「SAFWY」。黒崎一護が力を失った空白の17か月の出来事を、ライトノベル『デュラララ!!』 (KADOKAWA) の著者である成田が書き下ろし、話題作となった。（詳細は「#オリコンランキング」を参照）
アクションゲーム『BLEACH Brave Souls』の小説コラボ企画第2弾として、2021年より本作とのコラボレーションが展開された。
BLEACH The Death Save The Strawberry
松原真琴によるノベライズ作品。2012年9月に刊行された。成田による『BLEACH Spirits Are Forever With You』に続き、一護が力を失った空白の期間を描いている。
BLEACH WE DO knot ALWAYS LOVE YOU
松原真琴によるノベライズ作品。「ラストノベライズ」第1弾として、2016年12月に刊行された。朽木ルキアと阿散井恋次の入籍を描いている。
2023年12月には本作の一部がオーディオブック化され、YouTubeの「ジャンプチャンネル」にて公開された。本オーディオブックには、折笠富美子（朽木ルキア 役）、伊藤健太郎（阿散井恋次 役）、置鮎龍太郎（朽木白哉 役）、川澄綾子（ナレーター）がキャストとして出演した。
BLEACH Can't Fear Your Own World
成田良悟によるノベライズ作品。「ラストノベライズ」第2弾として、マンガ雑誌アプリ『少年ジャンプ+』（集英社）および『BLEACH 無料連載公式アプリ』（グリー、集英社）にて連載され、2017年8月から2018年12月にかけて全3巻が刊行された。略称は「CFYOW」。九番隊副隊長・檜佐木修兵を主人公に、霊王護神大戦終結後の三界にわたる騒動を描いた群像劇となっている。
2019年より『BLEACH Brave Souls』とのコラボレーション企画が展開された。

## トレーディングカードゲーム
日本国内では、バンダイより『BLEACH SOUL CARD BATTLE』が発売された。カード化プロジェクトの始動は『週刊少年ジャンプ』2004年40号（2004年8月30日発売）にて発表され、同年12月18日・19日に開催されたジャンプフェスタ2005のバンダイブースにて先行発売された。同トレーディングカードゲーム (TCG) は、2009年7月までに20シリーズが製作された。
アメリカでは、TCGのライセンスを獲得したスコア・エンタテインメントによって、2007年5月に『Bleach Trading Card Game』が発売された。しかし、2007年から2009年の不況がTCGの売上に大きな影響を与えたため、2009年4月に発売中止となった。同TCGは、「2007 Origins Award」のGame of the Year (Collectible Card Game Category) において、セミファイナリストに選出された。

## ゲーム

### コンシューマーゲーム
BLEACH 〜ヒート・ザ・ソウル〜シリーズ
ソニー・コンピュータエンタテインメントより発売されたPlayStation Portable用3D対戦格闘ゲーム。開発元はエイティング。
BLEACH 〜ヒート・ザ・ソウル〜
2005年3月24日発売。廉価版は2006年3月2日発売。
BLEACH 〜ヒート・ザ・ソウル2〜
2005年9月1日発売。廉価版は2006年11月30日発売。
BLEACH 〜ヒート・ザ・ソウル3〜
2006年7月20日発売。廉価版は2007年9月20日発売。
BLEACH 〜ヒート・ザ・ソウル4〜
2007年5月24日発売。廉価版は2008年7月3日発売。
BLEACH 〜ヒート・ザ・ソウル5〜
2008年5月15日発売。廉価版は2009年7月9日発売。
BLEACH 〜ヒート・ザ・ソウル6〜
2009年5月14日発売。廉価版は2010年6月3日発売。
BLEACH 〜ヒート・ザ・ソウル7〜
2010年9月2日発売。廉価版は2013年1月24日発売。
BLEACH アドバンス 紅に染まる尸魂界
セガより2005年7月21日に発売されたゲームボーイアドバンス用コマンドバトルアクションゲーム。
BLEACH 〜選ばれし魂〜
ソニー・コンピュータエンタテインメントより2005年8月4日に発売されたPlayStation 2用アクションゲーム。2007年10月25日には廉価版が発売された。
BLEACH GC 黄昏にまみえる死神
セガより2005年12月8日に発売されたニンテンドー ゲームキューブ用3D対戦格闘ゲーム。開発元はポリゴンマジック。
BLEACH DSシリーズ
セガより発売されたニンテンドーDS用ゲーム。
BLEACH DS 蒼天に駆ける運命
2006年1月26日に発売された2D対戦格闘ゲーム。開発元はトレジャー。2008年5月22日には廉価版が発売された。
BLEACH DS 2nd 黒衣ひらめく鎮魂歌
2007年2月15日に発売された2D対戦格闘ゲーム。開発元はトレジャー。2008年5月22日には廉価版が発売された。
BLEACH The 3rd Phantom
2008年6月26日に発売されたシミュレーションRPG。開発元はトムクリエイト。
BLEACH DS 4th: フレイム・ブリンガー
2009年8月6日に発売されたアクションゲーム。開発元はディンプス。
BLEACH 〜放たれし野望〜
ソニー・コンピュータエンタテインメントより2006年2月16日に発売されたPlayStation 2用RPG。企画はエインシャント。2007年10月25日には廉価版が発売された。
BLEACH 〜ブレイド・バトラーズ〜シリーズ
ソニー・コンピュータエンタテインメントより発売されたPlayStation 2用超絶剣劇アクションゲーム。開発元はラクジン。
BLEACH 〜ブレイド・バトラーズ〜
2006年10月12日発売。廉価版は2007年10月25日発売。
BLEACH 〜ブレイド・バトラーズ2nd〜
2007年9月27日発売。
BLEACH Wii 白刃きらめく輪舞曲
セガより2006年12月14日に発売されたWii用3D対戦格闘ゲーム。開発元はポリゴンマジック。
BLEACH 〜ソウル・カーニバル〜シリーズ
ソニー・コンピュータエンタテインメントより発売されたPlayStation Portable用2D横スクロールバトルアクションゲーム。開発元はラクジン。
BLEACH 〜ソウル・カーニバル〜
2008年10月23日発売。廉価版は2010年1月14日発売。
BLEACH 〜ソウル・カーニバル2〜
2009年12月10日発売。
BLEACH バーサス・クルセイド
セガより2008年12月18日に発売されたWii用3Dマルチ対戦アクションゲーム。開発元はトレジャー。
BLEACH ソウル・イグニッション
ソニー・コンピュータエンタテインメントより2011年6月23日に発売されたPlayStation 3用乱撃アクションゲーム。開発元はラクジン。
BLEACH Rebirth of Souls
バンダイナムコエンターテインメントより2025年3月21日に発売されたPlayStation 5、PlayStation 4、Xbox Series X/S、Steam用対戦アクションゲーム。略称は「リバソル」。開発はタムソフト、ゲームサウンドは『クライシス コア ファイナルファンタジーVII』などを手掛けた石元丈晴が担当する。

### モバイルゲーム
BLEACHソウルマスターズ
2012年9月3日よりGREEにて配信されたスマートフォン・フィーチャーフォン向けソーシャルカードゲーム。アイテム課金制。配信はグリー。
『BLEACH 卍解バトル』のリリースに伴い、2014年3月中旬にサービスを終了した。
BLEACH 卍解バトル
2014年4月14日よりGREE、2016年3月9日よりMobage、同年5月24日よりAmeba、同年6月30日よりmixi、同年7月25日よりヤマダゲームにて配信されたスマートフォン・フィーチャーフォン向けカードバトルRPG。アイテム課金制。企画・開発・運営はORATTA、パブリッシングはグリー。2019年10月9日をもってサービスを終了した。
BLEACH 〜死神決戦篇〜
2014年8月11日よりMobageにて配信されたスマートフォン・フィーチャーフォン向けカードバトルRPG。アイテム課金制。配信はディー・エヌ・エーとさくらソフト。2015年8月31日をもってサービスを終了した。
BLEACH Brave Souls
KLabより配信されている3Dアクションゲーム。略称は「ブレソル」。アイテム課金制。
2015年7月23日より日本国内のiOS・Android向けに配信され、2020年8月18日にはSteam版、2022年3月15日にはPlayStation 4版（PlayStation Storeでのダウンロード専用タイトル）、2024年6月27日にはXbox One版、同年7月11日にはNintendo Switch版が配信された。
世界148以上の国と地域にリリースされ、2025年4月時点で全世界1億ダウンロードを突破している。
LINE BLEACH -PARADISE LOST-
2017年9月28日よりLINE GAMEにて配信されたスマートフォン向け3DタップRPG。略称は「パラロス」。アイテム課金制。企画・運営・配信はLINE。2018年12月4日をもってサービスを終了した。
BLEACH 境・界-魂之觉醒：死神
KLabと中華人民共和国に本社を置く崑崙が共同開発し、崑崙が運営するスマートフォン向け3DアクションMMORPG。アイテム課金制。
2018年11月15日より中国本土でiOS版が、同年11月22日よりAndroid版が配信された。その後、日本を除いた東アジアと東南アジアで順次配信され、2019年11月15日より北米、中南米、欧州、オセアニアなど147の国と地域でAndroid版が、同年11月19日よりiOS版が配信された。
2020年9月17日より『BLEACH Soul Rising』として日本国内向けにiOS版およびAndroid版が配信された。略称は「ソルライ」。アイテム課金制。
BLEACH Soul Puzzle
KLabより2024年9月24日に配信されたiOS・Android向けパズルゲーム。略称は「ブリパズ」。日本を含む150以上の国と地域で配信されている。

### 関連書籍（ゲーム）
- 久保帯人（原作）『BLEACH Brave Souls Official Artworks』集英社〈愛蔵版コミックス〉2021年12月8日第1刷発行（2021年12月3日発売[331]）、ISBN 978-4-08-792592-0、B5判

## ミュージカル
「ロックと剣劇」をコンセプトに掲げ、2005年8月の初演以来、2.5次元ミュージカルの先駆け的な存在として上演されている。愛称は「ブリミュ」。

## スピンオフ漫画
BLEACH4コマ コマブリ
大場敦によるスピンオフ漫画。『週刊少年ジャンプ増刊最強ジャンプ』（集英社）2011年夏号より連載を開始。同誌秋号での掲載後、新たに月刊誌として創刊された『最強ジャンプ』（集英社）にて、2012年1月号から2013年4月号まで連載された。
本作の制作にあたり、久保から「好きにやっちゃっていいよ」という言葉を受けた大場は、「僕なりのカワイイ+カッコイイ」を詰め込んだと述べている。コミックス第1巻には、久保からの描き下ろしイラストとメッセージが収録された。コミックス第2巻は「ストーリー仕立て」となっているが、タイトルのとおり「4コマ編」も収録されている。

## ボイスコミック
「死神代行消失篇」をボイスコミック (VOMIC) 化したもので、2011年8月7日から14日まで開催された「BLEACH10周年記念イベント原宿卍解祭」にて上映された。その後、同年9月2日から30日にかけてバラエティ番組『サキよみ ジャンBANG!』のコーナー「週刊VOMIC」にて放送され、VOMIC公式サイトでも配信された。全5回。本作は同年7月にプレスコ形式で収録された。

## 実写映画
日本人俳優マシ・オカがピーター・シーガル監督の製作会社Callahan Filmworksに映画化の話を持ち込み、2012年2月にはワーナー・ブラザースが映画化権を獲得したと伝えられた。脚本はダン・マゾーが担当し、マシ・オカはプロデュースも務めるという報道もあったが、企画は頓挫している。
上記の経緯の後、映画化権を取得していたワーナー本社が、ワーナー ブラザース ジャパンの小岩井宏悦に「邦画での製作」を提案し、最終的に佐藤信介監督・福士蒼汰主演で「死神代行篇」をベースに実写映画化が決定。2018年7月20日に公開された。
公開前の宣伝などでは『BLEACH』のタイトルであるが、エンドロール前のポストクレジットでは『BLEACH 死神代行篇』（ブリーチ しにがみだいこうへん）のタイトルで表示される。

### キャスト
- 黒崎一護 - 福士蒼汰[350]
- 朽木ルキア - 杉咲花[351]
- 石田雨竜 - 吉沢亮[352]
- 井上織姫 - 真野恵里菜[353]
- 茶渡泰虎 - 小柳友[353]
- 浦原喜助 - 田辺誠一[353]
- 浅野啓吾 - 山田寛人
- 有沢たつき - 伊藤梨沙子
- 黒崎遊子 - 平澤宏々路
- 黒崎夏梨 - 安藤美優
- 幼少期の一護 - 高村佳偉人
- 少女（グランドフィッシャー） - 後藤由依良
- 不良1 - 鈴木龍之介
- 不良2 - 浅野優貴
- 不良3 - 金井勝実
- 少年の幽霊 - 朝日出響也
- サラリーマンの幽霊 - 大塚ヒロタ
- 教師 - 古屋隆太
- 通行人 - 大迫一平
- ドライバー - 松下太亮
- 阿散井恋次 - 早乙女太一[352]
- 朽木白哉 - MIYAVI[352]
- 黒崎真咲 - 長澤まさみ[353]
- 黒崎一心 - 江口洋介[353]

### スタッフ
- 原作 - 久保帯人『BLEACH』（集英社ジャンプ コミックス刊）
- 監督 - 佐藤信介
- 脚本 - 羽原大介、佐藤信介
- 音楽 - やまだ豊
- 製作 - 高橋雅美、近藤正人、木下暢起、本間道幸、米里隆明、吉崎圭一、大川ナオ、髙橋誠、三宅容介、田中祐介
- エグゼクティブプロデューサー - 小岩井宏悦
- プロデューサー - 和田倉和利
- ラインプロデューサー - 森徹
- 撮影監督 - 河津太郎
- 美術監督 - 斎藤岩男
- 美術 - 江口亮太
- 装飾 - 小山大次郎
- 録音 - 横野一氏工
- gaffer - 小林仁
- 編集 - 今井剛
- 音響効果 - 松井謙典、本郷俊介
- ポスプロプロデューサー - 大屋哲男
- VFXプロデューサー - 道木伸隆
- DIプロデューサー・カラーグレーダー - 齋藤精二
- CGプロデューサー - 豊嶋勇作、鈴木伸広
- VFXスーパーバイザー - 神谷誠、土井淳
- アクション監督 - 下村勇二
- スクリプター - 田口良子
- 衣裳 - 宮本まさ江
- ヘアメイク - 本田真理子
- キャスティング - 杉野剛
- 助監督 - 李相國
- 製作担当 - 片平大輔
- 協力プロデューサー - 関口大輔
- アシスタントプロデューサー - 田村久理
- 白哉牽星箝デザイン - 藤原カクセイ
- アクションコーディネーター - 栗田政明
- 劇中漫画 - 湯川洋平
- 魂魄説明動画 - 永易直樹、GAC
- メインタイトル刀撮影 - 特撮研究所
- 画コンテ - 酉澤安施
- 脚本分析 - 田中靖彦
- 宣伝統括 - 出目宏
- 営業統括 - 山田邦雄
- メインタイトルシークエンスデザイン - yU+co.
- 音楽プロデューサー - 志田博英
- 音楽制作 - CURRENT,Inc
- 企画協力 - 週刊少年ジャンプ編集部（中野博之、三輪宏康、村越周）
- 制作プロダクション - シネバザール
- 製作幹事・配給 - ワーナー・ブラザース映画
- 製作 - 映画「BLEACH」製作委員会（ワーナー・ブラザース映画、テレビ東京、集英社、ぴえろ、ユニバーサル ミュージック、電通、研音、KDDI、ポニーキャニオン、GYAO、シネバザール）

### 楽曲（実写映画）
「Mosquito Bite」(UNIVERSAL J / RX-RECORDS)
[ALEXANDROS]による主題歌。作詞・作曲は川上洋平、編曲はAyad Al Adhamy、[ALEXANDROS]。
「MILK (BLEACH version)」(UNIVERSAL J / RX-RECORDS)
[ALEXANDROS]による挿入歌。作詞・作曲は川上洋平、編曲はAyad Al Adhamy、[ALEXANDROS]。

### BD / DVD
発売・販売元はワーナー・ブラザース ホームエンターテイメント。
| 発売日        | 規格品番                                                    | 規格品番                                                    |
| 発売日        | BD                                                          | DVD                                                         |
| ------------- | ----------------------------------------------------------- | ----------------------------------------------------------- |
| 2018年12月5日 | 1000733118（プレミアム・エディション） 1000733120（通常版） | 1000733119（プレミアム・エディション） 1000733121（通常版） |

### サウンドトラック
本作のオリジナル・サウンドトラック。2018年7月25日にカナメイシレコードから発売された。各楽曲の作曲は、『デスノート Light up the NEW world』、『いぬやしき』でも監督の佐藤とタッグを組んだやまだ豊が手掛けている。

#### 収録曲
| 出典：全作曲・編曲: やまだ豊。 |                      |           |            |                      |       |
| #                              | タイトル             | 作詞      | 作曲・編曲 | 歌                   | 時間  |
| 1.                             | 「序 -BLEACH-」      |           | やまだ豊   |                      | 1:50  |
| 2.                             | 「魂 -KONPAKU-」     |           | やまだ豊   |                      | 12:21 |
| 3.                             | 「虚 -HOLLOW-」      |           | やまだ豊   |                      | 6:29  |
| 4.                             | 「骸 -GIGAI-」       |           | やまだ豊   |                      | 1:52  |
| 5.                             | 「橙 -ORANGE-」      |           | やまだ豊   |                      | 1:44  |
| 6.                             | 「修 -TRAINING-」    |           | やまだ豊   |                      | 3:14  |
| 7.                             | 「斬 -ZANPAKUTO-」   |           | やまだ豊   | デビッド・ヴァイヴス | 6:24  |
| 8.                             | 「友 -NAKAMA-」      |           | やまだ豊   |                      | 2:58  |
| 9.                             | 「威 -BYAKUYA-」     |           | やまだ豊   |                      | 3:33  |
| 10.                            | 「界 -SOCIETY-」     |           | やまだ豊   | カストロさとし       | 4:13  |
| 11.                            | 「想 -MASAKI-」      |           | やまだ豊   |                      | 6:22  |
| 12.                            | 「心 -ISSHIN-」      |           | やまだ豊   |                      | 2:49  |
| 13.                            | 「掟 -OKITE-」       |           | やまだ豊   |                      | 3:31  |
| 14.                            | 「志 -KOKOROZASHI-」 |           | やまだ豊   |                      | 2:35  |
| 15.                            | 「刀 -FORCE-」       |           | やまだ豊   |                      | 3:07  |
| 16.                            | 「護 -ICHIGO-」      |           | やまだ豊   |                      | 3:34  |
| 17.                            | 「絆 -RUKIA-」       |           | やまだ豊   |                      | 3:44  |
| 18.                            | 「書 -TEGAMI-」      |           | やまだ豊   |                      | 2:46  |
| 19.                            | 「命 -BLEACH-」      |           | やまだ豊   |                      | 3:32  |
| 合計時間:                      | 合計時間:            | 合計時間: | 76:46      |                      |       |

### 関連書籍（実写映画）
- 菊池修『映画 BLEACH 写真集 DEATHBERRY DAYS DOCUMENT』集英社、2018年7月20日発売[362]、ISBN 978-4-08-780846-9

## 企画・イベント

### 連載10周年記念
2010年8月に本作が連載10周年目に突入したことを記念し、さまざまメディアで関連企画が実施された。
2010年12月3日発売のコミックス第48巻では、購入者特典として久保描き下ろしの特製コースター（全10種類）が全国約2000のフェア参加書店にて先着配布された。
2012年6月4日発売のコミックス第55巻では、購入者特典として192頁のガイドブック『THE REBOOTED SOULS』が全国のフェア参加書店にて配布された。

#### BLEACH10周年記念イベント原宿卍解祭
2011年8月7日から14日まで、原宿エリアにて「BLEACH10周年記念イベント原宿卍解祭」が開催された。
メイン会場のデザイン・フェスタ・ギャラリーEASTでは、さまざまな企画が展開された。1階の「浦原喜助の裏原商店」では120種類以上のグッズが販売され、2階の「女性死神協会特別推薦 ワッフル屋」ではオリジナルワッフルが提供された。3階には、久保が本イベントのために描き下ろしたイラストや複製原画20点以上展示する「瀞霊廷寫真館」、キャラクターごとのテーマミュージックを視聴できる「Ritmo y Melodia」、連載10年の歴史や作品の世界観を振り返る展示コーナー「空座町歴史記念館」が設置された。
また、リアル脱出ゲームを手がけるSCRAPとのコラボ企画「一護を探せ！卍解謎解きラリー」も開催され、すべての謎を解いた参加者には「原宿卍解祭特製クリアファイル」がプレゼントされた。このほか、竹下通りと原宿通りの44店舗「護廷十三隊加盟店」で商品を購入すると抽選会に参加できる企画も実施された。
期間中、明治通りのコンセプトカフェ「Garcon Cafe」は、コラボカフェ「かふゑ・ら・尸魂界」として営業された。本作をモチーフにしたメニューが提供され、死覇装姿のギャルソンたちが給仕を行った。